# 無限航路
『無限航路 -Infinite Space-』（むげんこうろ）は、2009年6月11日にセガから発売されたニンテンドーDS用ロールプレイングゲーム。プロデュースはプラチナゲームズ。企画・開発はヌードメーカー。ディレクターは河野一二三。

## 概説
広大な宇宙を舞台とするスペースオペラで、小マゼラン銀河・大マゼラン銀河を中心に壮大なスケールで描かれたSFRPG。少年編、青年編の二部構成となっている。少年編は宇宙の旅による主人公の成長を主に描き、青年編は宇宙全体に関わる大きな流れとなっていく。特に終盤のストーリーは『幼年期の終り』『百億の昼と千億の夜』などといったSF小説の影響も見られる。操作は主にタッチペンで行なわれ、ボタン操作は一部のみである。
敵勢力との戦闘は主に宇宙戦艦による艦隊同士で行われ、プレイヤーは艦船のモジュール構成や人員配置などを自由に行い、自身の艦隊を編成することができる。なお、本作の開発中には、このゲームシステムを同社の人気シリーズ『プロサッカークラブをつくろう!』『プロ野球チームをつくろう!』の流れになぞらえて「宇宙戦艦をつくろう!」という仮タイトルが考案されていた。
作中の文章では、本来漢字で書かれて然るべき文字や単語の一部分が平仮名で書かれ、不自然になっている箇所が多々存在する。これは容量節約のため、使用頻度の低い漢字の使用を抑えている為である。
発売週（2009年6月8日 - 6月14日）で約4万本（店頭消化率は約90%）が販売され、ゲームソフトの週間売上数でランキング1位と報じられた。

## システム

### 造船
造船施設のある惑星で艦を造れる。艦船設計社などで設計図を入手することにより、その設計図の艦船が造船できる。
名前
造船時にカタカナとアルファベットから自由に命名できる。同じ名前の艦船は建造できないほか、最大9隻までしか所持することができない（それ以上建造したければ売却する必要がある）。
内装モジュール
強化パーツというべき艦の部品。モジュール設計社などで設計図の入手が可能。ブロックのような形状のモジュールを設置スペースにパズル形式で当てはめていく。同じ種類でもレベルにより形状や強化能力が異なる。パーツは系統別と形状別でメニューから選択することができる。同じ種類のものは1つしか設置できないものとスペースのあるかぎりいくらでも設置できるものがある。「艦橋」と「機関」のみ設置スペースが決められており、それに収まる範囲で手持ちの内装モジュールから自由に選択できる。ほかにも最低稼働人数が定められており、これ以上の人員の配置も必須である。兵装の威力、命中率、機動力など、戦闘に影響するものの他に、クルーのパラメータを変化させたり、娯楽などで居住性を高めるモジュールなど、その種類は多岐に渡る。以下に大まかな系統別の内装モジュールの種類と解説を行う。
| カテゴリ名   | 説明 |
| 艦橋         | 指定箇所に必ず設置しなければならない司令艦橋とその他のモジュールがある。 司令艦橋・第二艦橋はおもにコマンドタイムの上昇率に影響があり、 司令艦橋は各国のものがいくつもあり、戦闘・航海画面でのデザインが全て異なる。 航海艦橋は戦闘速度、機動力に影響がある。 |
| 火器管制     | 命中力に影響を及ぼす統合火器管制室とそれぞれ対艦・対空命中率、攻撃力に影響がある対艦迎撃管制室、対空迎撃管制室がある。 |
| レーダー哨戒 | 索敵距離に影響があるレーダー哨戒室と索敵距離・巡航速度に影響がある全天観測室がある。 |
| 機関         | 戦闘速度・巡航速度に影響がある。かならず指定箇所に設置しなければならない。 |
| 格納庫       | 格納庫はカタパルトのある艦船にのみ設置でき、艦載機を搭載可能になる。 整備庫は艦載機の発着の速度などに影響がある。 |
| 倉庫         | 貨物の搭載ができるようになる貨物室が搭載できる。長距離航海すると、入港時に資金が入手できる。スペースの許す限りいくらでも設置できる。 |
| 居住         | 乗組員を搭載する乗員船室、食堂などがある。乗員数は最低稼働人数を超えていなければならず、乗員船室がゼロだと下回ることが多いため最低でも最低稼働だけは満たす必要があるが、上限はないためスペースの許す限りはいくらでも設置できる。 白兵戦時に活用できるが、沢山載せ過ぎると居住性が悪くなり、疲労もたまりやすくなる。 旗艦にのみ効果がある艦長室・メインクルー食堂もあり、搭載すると名声が一時的に上昇する。 |
| 医療         | いわゆる医務室であり、居住性や乗組員の回復速度に影響がある。 |
| 会議         | 会議室、ブリーフィング室がある。艦隊戦・艦長能力に補正がかかる。 |
| 訓練         | シミュレーションなどによる訓練が行える訓練室である。これを搭載したまま航海することによって対応する能力が上昇する。 |
| 研究         | 科学技術による艦船の強化速度が早まる。 |
| 管理         | 白兵戦時の攻撃力の上がる保安局、経費が削減される主計局がある。ともに居住性が上がる。 |
| 娯楽         | スポーツドームや自然室、シップショップなど、居住性などが上昇する。 |
| 特殊         | 攻撃力や防御力・耐久力などを上げる、最低稼働人数を減らすなど特殊効果を持ったモジュールである。 |
兵装
設計図によって決められており、艦船によって1つから最大5つの兵装を持つ。また変更可能な兵装の数も異り、変更できない固定兵装を装備している艦船もある。変更できる場合なにも装備しないことも可能である。
兵装にはサイズがSからLLまで定められており、可変の場合でもサイズが同じ武器しか取り付けられない。強力な装備はゲームが進むと自動で入手できるほか、一部イベント入手できる。
兵装には大きく分けて対空・対艦装備があり、更に対艦装備は実体弾と光学兵器、プラズマに分類される。対空兵器は敵艦載機による対艦攻撃を迎撃するための兵装であり、敵艦載機が直接攻撃してきたときのみ効果を発揮する。対艦兵装は光学兵器については攻撃力・防御力を増加させるモジュールが存在するほか、複数回攻撃できる連装兵器も存在する。ただし終盤では敵も光学兵器対策をしてくるうえ複数回攻撃する武器は減衰が著しくスペック通りのダメージを与えられるとは限らない。実体弾は命中率が低いことが多いが、その分光学兵器に比べ高く安定した攻撃力を誇り対光学兵器モジュールで減衰しない。プラズマは固定兵装であるが極めて強力である。
対艦兵装は更に単体向けと全体攻撃できる兵器が存在する。全体攻撃できる武器は命中率も高く、選択していない敵も含め敵全体が攻撃できる。
他にも固定兵装で特殊攻撃用兵器があり、コマンド形式で戦闘中に用いる武器も存在する。射程がや威力が極めて強力であるが、使用後は一定時間行動不能になる、敵が回避機動をとっていると命中率が著しく落ちるなどのデメリットがある。
艦載機
内装モジュールの一種「格納庫」を、カタパルトのある艦船に設置することにより初めて搭載可能となる。格納庫はカタパルトに1マスでも隣接していれば設置可能である。主に空母に搭載するものと思われがちだが、戦艦など別の艦種であってもカタパルトがついていれば格納庫を設置することによって艦載機を搭載することができる。
コマンドを指示してから実際に発進するまでに掛かる時間は艦ごとによって異なる。艦載機搭載船を複数運用した場合、発進までの時間が最も長い艦に艦隊全体が合わせて固定される。
艦載機には対艦に特化した攻撃機タイプの機体や、対艦載機に特化した戦闘機タイプの機体、バランス型の汎用機タイプの機体など固有の性能がある。ただし、艦船1隻に付き搭載できる艦載機は1種類のみであり、サイズ1の艦載機は最大60機まで搭載できる。サイズが増えると1/2、1/3になる。艦載機の積載可能数は搭載できる格納庫で決まっており、これを超えて搭載することもできるもののもちろんそれ以上は出撃できない。搭載できる格納庫の数や設置スペースによって実質的な艦載機の積載上限が定まるというわけである。
説明書には人型戦闘機も紹介されているが、実際に使用出来るのは二周目以降である。

### 艦船の能力
艦船のパラメータについて述べる。
耐久力
いわゆるヒットポイント。航海中に回復する。戦闘中にもスキルで回復できる。ゼロになった艦は撃沈し、ほかの宇宙港に入港するまで復活できない。
装甲
いわゆる防御力である。実体弾に対する防御を得るには、装甲を上げるしかない。
機動力
いわゆる回避力である。
巡航速度
航海時の速さ。高いほど敵に遭遇しにくい。
戦闘速度
戦闘時に移動する速さ。巡航速度とは独立であり科学強化で最大値は2倍弱まで上げられる。
対艦命中
対艦攻撃するときの命中率。
対空命中
対空攻撃するときの命中率。巡洋艦が概ね高めに設定されている。
CT増加率
CTが上がる速さ。数値データをゲーム中で見られないいわゆるマスクデータであるが、艦船の種類に大きく依存する(戦艦など大型艦は低く、駆逐艦など小型艦は高い)ほか、強化やモジュールでも上げられる。
居住性
この数値が高いほど疲労が溜まりにくい。科学強化が不可能であるがモジュールでは強化できる。
整備
艦載機の出撃速度や回復力などに依存する。科学強化できない。
搭乗人員
乗組員の人数。多いほど白兵戦で有利であるが、疲労も溜まりやすい。艦船を動かすためには最低稼働人数を上回っている必要がある。艦隊戦でやられた場合の回復力は医療能力に依存する。
サイズ
全長・全高・全幅（単位はメートル）。艦船のサイズ。設定上のステータスであり戦闘には影響しない。

#### 艦船の特殊能力
艦船の種類によっては、旗艦に設定することで特殊能力を使用できる。戦闘中にコマンドとして使用するものと、配置するだけで有効なものがある。
コマンド型
CTゲージが満タンの状態で「特殊3」のコマンドを選ぶと発動可能な特殊攻撃。通常の兵装よりも高い威力と長大な射程を持つが、全砲斉射同様に回避機動でほぼ完全に回避できる。ただし、発動するとCTゲージを全て消費する上に一定時間CTゲージの蓄積も停止し、実質移動以外の行動が出来なくなるという欠点がある。
超遠距離射撃
単体攻撃。
リフレクションショット
エリエロンド専用スキル。単体攻撃。
メテオプラズマ
ゼスカイアス専用スキル。単体攻撃。
ミサイル斉射
全体攻撃。
サーフェスブラスト
光の多角形が敵を攻撃する兵器。全体攻撃。
ハイストリームブラスター
反物質による強力な砲撃。全体攻撃。
ゲーム中のイベントシーンでは敵艦隊の数割が壊滅するなど凄まじい威力を誇っているように見えるが、ゲーム中ではそこまでの威力はない。
設置型
重力カタパルト
ネージリンス及びネージリッド製空母特有のスキル。艦載機コマンドを指示してから発進するまでの時間が短くなる。ただし、僚艦に重力カタパルトを持たない艦載機搭載船が1隻でもいると効果は発揮されない。
NOS統合指揮システム
グー・グラン専用スキル。所持艦船を旗艦として配置すると、艦隊全ての命中率・回避力が大幅に上昇する。
着弾収束型管制システム
一部のアインラーゼン製戦艦が所持するスキル。所持艦船のクリティカル率に上昇補正を加える。
高度エネルギー識別レーダー
SS004専用スキル。アッドゥーラ宙域にあるスターバースト影響域ではレーダーの索敵範囲が著しく狭まるが、本機能をもつ艦を艦隊に配置していれば影響を受けない。

### クルー配置
各々のクルーを艦内の役職に配属させる。宇宙港のある星ならどこでも可能である。配属したクルーの能力値により、艦隊のステータスに補正がつく。艦長であるユーリは配属変更不可。オペレーターや砲雷長など一部の役職は戦闘中の音声にも影響する。トスカ、チェルシーは専用のボイスが用意されており、それ以外は男女毎に汎用のボイスが再生される。

#### クルーの能力とポスト
クルーには各種能力があり、レベルアップ、対応するポストに配置する、訓練モジュールを搭載して航海する、バダックPCMなどで強化する、各種イベントなどで強化されるなどで上昇していく。最大値は99。レベルの最大値も99であるが経験値がオーバーフローしてしまいバグで98にしかならないこともある。
指揮
艦長、副艦長でCT加算値に影響する。副艦長にしたいキャラは強化しておくとよい。
管制
オペレーター、レーダー管制に影響。それぞれCT加算値、索敵距離に依存。
整備
機関、整備に影響しそれぞれ速度（巡行、戦闘両方）、艦船の整備力(艦載機の出撃速度、回復力など)に依存。
操艦
航海系に配置すると速度が強化される。
砲術
砲雷系で対艦・対空能力が強化される。
医療
医療系ポストに配置すると疲労が溜まりにくくなるほか、戦闘時の人員の回復力が上昇する。
生活
会計、料理スキルで疲労が溜まりにくくなるほか会計系では貨物輸送で資金が溜まりやすくなる。
科学
艦船を強化できるスピードが速まる。
操縦
パイロットに配置で艦載機の戦闘能力が上がる。
格闘
保安系に配置で疲労が溜まりにくくなるほか白兵戦で戦闘に参加する。

#### スキル
スキルには戦闘用と配置型がある。戦闘型は戦闘時に効果を発揮するもので、こちらは更に艦隊戦用と白兵戦用に分かれる。配置型は対応するポストに配置するとボーナスがかかる。スキルレベルは20の倍数ごとに1ずつ上がり、最大5である。
艦隊戦用
所持キャラを副艦長に配置した上で、CTゲージが黄色の半分近くまで溜まると解禁される「特殊2」のコマンドを選ぶと発動可能。
限界機動
一定時間味方艦隊全ての回避力を上げる。
鉄壁の布陣
一定時間味方艦隊全ての防御力を上げる。
予測計算
一定時間味方艦隊全ての命中率を上げる。
陣形無効化
一定時間敵艦隊の陣形を無効化し、後列の敵全てに最前列と同様の命中補正が適用されるようになる。
督励
一定時間味方艦隊全てのクリティカル率を上げる。
艦載機支援
一定時間味方艦隊全ての艦載機の戦闘能力を上げる。
応急隊
味方艦隊全ての艦船の耐久を回復する。
戦場の女神
味方艦隊全ての艦船の耐久と人員を回復する。上記の「応急隊」の強化版。
戦列復帰
撃沈した艦船を復活させる。複数いる場合どれが戻るかはランダム。所持しているキャラが敵にも味方にも存在せず、ヘルプGの解説で名前と効果が分かるのみ。
最後の咆哮
クリティカル率が上がった「全砲斉射」の強化版。艦隊戦用スキルの中では唯一艦長専用の例外で、発動も「特殊1」のコマンドから行われるため、副艦長が所持する他の艦隊戦用スキルと併用可能。ただし、発動にはCTゲージは赤色の満タン近くまで溜まっていないと使えない。プレイヤー側ではユーリのみが所持。

白兵戦用
所持キャラを保安長に配置すると使用可能となるが、居ない場合は艦長のもの（プレイヤー側ならユーリの「一撃必中」）が適用される。ただし、未所持キャラが保安長だと逆に使用不可能となるので注意。使用可能条件を満たしている場合、通常コマンドとは別に専用の発動コマンドが出現する。
一撃必中
指揮官攻撃の強化版。
制圧射撃
射撃の強化版。
必殺剣
斬撃の強化版。

配置型
冷静沈着
オペレーター系に配置でCT上昇スピードに補正。
対艦強化
砲雷系に配置で対艦命中率に補正。
対空強化
砲雷系に配置で対空命中率に補正。なお砲雷系ポストに対艦、対空強化の双方が配置できるが強化されるのはもちろん対応した能力のみである。
アルゴスの目
レーダー系に配置で索敵距離に補正。
操舵の名手
航海系に配置で速度に補正。
熟練技師
機関系に配置で機動力・戦闘速度に補正。
メカオタク
整備系に配置で艦船・艦載機の回復力に補正。
神のレーザーメス
医療系に配置で人員の回復力・航行中の疲労上昇度に補正。
エース
パイロットに配置で艦載機戦闘能力に補正。
マッドサイエンティスト
研究系に配置で科学能力に補正。
ソロヴァン
主計系に配置で航行による経費・貨物による資金獲得に補正。
B級グルメ
コック系に配置で航行中の疲労度上昇に補正。
宇宙の戦士
保安系に配置で艦船の居住性・格闘能力に補正（白兵戦コマンドスキルと併用可能）。
天使の歌声
どこに配置してもCT加算値に補正。

### 艦隊編成
建造した艦船は艦隊に組み込んでおかなければ使えない。艦隊は3×3マスの任意の場所に設置できる。陣形が前から3段階存在し、前にいくほど命中率は上がるが回避力は下がり、敵の攻撃が当たりやすくなる。逆に後ろにいくほど回避力は上がるが命中率は下がってしまう。
また必ず前の列に最低1隻は設置しないと陣形は有効にならない。例えば最後列に3隻だけ設置しても最前列に3隻いるのと変わらないのである。設置できる艦船数は1隻から最大5隻で、ゲームが進むごとに増えていく。最大設置可能数以下でも戦えるが、各艦船には番号が振られており、旗艦（1番艦）は必ず設置しなければ出港できない。基本的に空母など直接戦闘しない艦船は後列に、戦艦など攻撃力・耐久力・防御力などが高い艦船を前に設置するとよいが、旗艦が撃沈するとゲームオーバーなため慎重に選択する必要がある。

### 艦隊戦
画面には時間と共に上昇するコマンドタイム（CT）が表示され、このCTを消費する事で行動はリアルタイムで行なわれる。兵装によって射程が異なり、自艦の索敵範囲外ではたとえ兵装の射程内であっても命中率が低下するので、敵との間合いを読むことが重要となる。移動は「前進」「後退」「待機」から選択する。マップ左端からさらに後退すると離脱もできるが、失敗する可能性もあり、離脱不可能な敵からは逃げられない。
陣形
陣形は3段階存在し、一番前の敵が一番回避力が低く攻撃をあてやすい。複数から構成される敵を攻撃する場合は対象を選択する必要がある。前列を全滅させるごとに後列も前列へと出る。
以下では各コマンドの解説を行う。
通常射撃
兵装で攻撃を行う。CTが黄色以上溜まっている状態で使用可能。
全砲斉射
通常射撃を連続3回行う。CTが赤まで溜まっている状態で使用可能。
回避機動
敵の全砲斉射に備える。別の行動を選択するまで継続。CTが緑以上溜まっている状態で使用可能。全砲斉射をほぼ全て回避することが出来るが、通常射撃の回避率は低下する。
白兵戦
敵艦に白兵戦を仕掛ける。敵に近付き、CTが赤まで溜まっている状態で使用可能。
艦載機
搭載している艦載機で敵の陣形に関係無く選択した艦船に一定時間のダメージ。CTが黄色以上溜まっている状態で使用可能。
出撃速度は整備力に比例し、重力カタパルトを搭載していれば早く出撃できる。攻撃力は艦載機の性能と残存数で決まるため、性能の良い機体を多く搭載することが望ましい。また、艦載機が全滅するまで敵艦を攻撃し続け、攻撃を受ける艦隊は移動不可。艦載機同士が接触、または自分の艦隊が攻撃されているときに出撃させると戦闘となり、どちらかが全滅するまで戦う。艦載機数にダメージが比例し、数が減っても徐々に回復するので攻撃力は低下しないが、大量に搭載すれば青天井でダメージが増えるわけではない（人型兵器の場合搭載限界が低いのでそうでもない）。
なお、一部空母では出撃・帰還時にガイドビーコンが現れる。
対空迎撃
敵艦載機の攻撃に反撃することが出来る。CTが緑以上溜まっている状態で使用可能。対空兵装を装備していないと選択できず、回避機動と併用も不可で射程も短い。また、敵が対空迎撃を使ってくる瞬間を狙って全砲斉射を叩き込む戦法は、ゲーム後半の敵のCTが十分ある状態では回避機動に変更されて効果がない。
特殊
艦長や副艦長、旗艦が所持する特殊技能。
クリティカル率の高い砲撃、回避率上昇、耐久力回復、敵陣形の無効化など、様々な効果がある。ただし特殊攻撃コマンドも相手が回避機動をとっていると命中率が低下する。

### 白兵戦
艦隊戦中に白兵戦コマンドが発動した場合やダンジョンで敵と遭遇した場合は白兵戦となる。保安長に配属したクルーを指揮官とし、全艦隊の乗組員数がそのままヒットポイントとなる。保安長、保安員の格闘能力、各艦に設置された保安室の格闘能力の総和が攻撃力となる。保安長が居なければユーリが代理として保安長を務める。保安長と保安員にもヒットポイントが定められており、ダメージを受けると低下し、攻撃力が低下する。攻撃は三つのコマンドを用いて行う。コマンド選択は白兵戦開始時とゲージが満タンになったときに選択できる。ゲージが溜まるスピードも格闘能力に比例する。それぞれジャンケンのように三竦みとなっている。強いコマンドが有効となり、弱いコマンドを出した方は相手にダメージを与えることが出来ない。あいこだった場合は互いにダメージを受ける。保安長（ユーリの場合を含む）が格闘用のコマンド型スキルを所持していれば、1回の戦闘につき1度だけコマンドを用いることが出来る。しかしながら相手のコマンドに対し不利であれば通常コマンド同様ダメージを与えられないためタイミングを図って使う必要がある。またスキル「宇宙の戦士」を保安長または保安員は所持していれば1レベルにつき格闘能力が+5される。これは格闘能力が最大値であっても上乗せされる。
斬撃
指揮官攻撃に弱く、射撃に強い。与えるダメージは最も高い。
射撃
斬撃に弱く、指揮官攻撃に強い。ダメージは少なめだが、敵の退却を防ぐことが出来る。
指揮官攻撃
射撃に弱く、斬撃に強い。敵指揮官にダメージを与えて敵の攻撃力を低下させるが、敵が射撃を行なっていた場合は無効となる。
退却
退却して艦隊戦に戻る。相手が射撃を選択していた場合は一方的に攻撃を受けてしまう。

### マップ移動
マップは各宙域ごとに分けられ、各宙域では多層構造となっており各惑星に航路が結ばれている。他の宙域に移動するには、「ボイドゲート」と呼ばれるワープ場所を通過する必要がある。移動中はクルーの疲労度が上昇し、高いと戦闘中のCT上昇が遅くなってしまう。そのため、疲労度の上昇を抑えるように艦内の福利厚生にも気を配る必要がある。移動中には敵に遭遇する事もある（所謂エンカウント）。その宙域で最強の雑魚艦隊からは逃げられない事が多く、序盤は全滅することもよくあるゲームバランスなのでこまめなセーブはかかせない。遭遇率は巡航速度が関係し、速ければ速いほど敵に遭遇しづらくなる。また、特殊天体を発見する事もあり、その場合は名声が上昇する（ただし、一度発見した特殊天体は記録され、以降そのカートリッジでは発見出来なくなる）。何もない場所（小惑星のような場所）でも資源を発掘して資金が得られることがある。ゲームを一度クリアすると敵の出現率が設定であげられるようになる。各宇宙港の設定で切り替えることが出来るためレベル上げや資金稼ぎで有利である。

### 惑星
惑星では惑星の名前、人口（万人単位、数百億人規模でも珍しくない）、所持金を閲覧できる。惑星に到着すると艦船の耐久力や疲労などが自動で回復するほか、様々な施設が利用できる。以下では各施設を述べる。
軌道エレベーター
ほぼ全ての惑星にある。これを利用して宇宙港と地上を行き来する。
システム
データのセーブ、ロード、コンフィグが行える。全ての惑星で利用可能。
模擬戦
通信対戦を行う。勝ち負けによる特典などなく、純粋な対戦のみである。全ての惑星で利用可能。
出港
出港する。地上からでも選択できる。
造船工廠
艦船の建造を行う。艦種別や能力別にソートすることもできる。
改装工廠
艦船の改造、売却を行う。こちらもソート可能である。
空間通商管理局
ほぼ全ての惑星にある。クルーや艦隊の配置変更などを行う。ランキング、ステータス、ヘルプの閲覧も可能。
酒場
地上に降りられる星であればほぼ全ての惑星にある。クルーと会話したりミッションを請け負うことができる。
設計社
艦船、モジュール、艦載機の設計社があり、設計図が購入できる。一部隠されたものや名声が低いと購入できないことがある。
ギルド
クルーが雇える。資金のほか名声もある程度必要である。
バダックPCM
クルー勧誘ほか訓練も行える。青年編限定。
その他
各惑星に固有の施設・設備。惑星によって異なる。

### 貨物輸送
一定距離航海すると入港時に資金が手に入るシステム。主計クルーの能力・艦船に搭載された貨物モジュールなどにも比例する。敵が一切登場しない宙域で貨物モジュールを最大まで積み込んだ艦船でひたすら航海しつづける資金稼ぎテクニックがある。

### 艦船強化
一定距離航海すると入港時に艦船の能力のうちランダムに与えられた3つの中からどれか一つを強化するかどうか選択することができる。強化しない選択もできるが、強化しなかった場合次に入港した時にまた同様の選択肢が現れる。この距離は科学技術クルーの能力や艦船自体に設置した研究室などのモジュールに比例する。耐久力や命中率などを強化することができるが、兵装スロット、最低稼働人数、整備力や居住性などは強化できない。また巡航速度・戦闘速度・CT上昇率はそれぞれ最大まで強化すると他の能力のいずれかが強化できなくなってしまう。最大値は全艦船共通なため、序盤の艦船を強化して最強クラスの艦船にするなども時間さえかければ可能である。また設計図ベースで強化されるため同型艦は全て強化される。

### エキストラモード
クリア特典であるモード。本編で入手した設計図・クルー全てを最初から使用でき、各宙域ごとに定められたボスを倒していくモード。ただし仲間の能力やスキルは初期値のままであり、少年編と青年編で登場したキャラクター（仲間にならないものも含め）では年齢などの設定は少年編時点のものが優先されている。ただしチェルシーは戦場の女神が使え、ユーリの艦隊指揮レベルは最初から最大である。軌道エレベータは撤去されており地上には降りれないが、宇宙港は機能しており回復はもちろんのこと貨物輸送なども問題なく行える。ラスボスをたおしてもセーブできない。敵からはボス含め離脱可能であるがボスは全て白兵戦不可能。本編で白兵戦ができなかった敵は雑魚でも不可能である。デイジーリップ級は無料で何隻でも建造できる。本編では仲間にならなかったキャラを仲間にできるほか隠し艦載機などもありコンプリートには欠かせない。バグで周回プレイをすると味方や設計図が消えることがある。デイジーリップの司令艦橋をほかの艦船に搭載すると出港時にフリーズすることがある。通信対戦はエクストラモードでも可能である。

### その他
- 周回プレイも可能であり、2周目以降では資金とクルーのステータスを引き継いで最初からプレイできるほか、敵の出現率の上昇率を上げる、隠し要素が使えるなどのメリットがある。設計図の強化は引き継げない。序盤に仲間になるキャラを育てておくと、メンバーが揃うまでの穴埋めとして活躍できるが、敵として登場した後に仲間となるキャラの場合、引き継いだステータスは敵の状態でも適用される。ほかにもバグで2周目限定の隠し要素などは3周回以降では手に入らないことがあるが、完全に最初から始めて別のセーブスロットに記録すればまた手に入る。
- セーブは出港時に自動で行えるように設定できる。ゲーム序盤は簡単に全滅しうるため保険として活用できるが、自動セーブスロットは一つのみである。ゲーム前編（少年編）クリア時にもセーブ可能。なお通常セーブスロット数は5個である。

## 登場艦船
艦船のデザインは数人のデザイナーが各国単位で別々に担当するなど、国によってデザインの特色が違っている。
大マゼランのエンディミオン大公国はお洒落などにも先進的な文明国家である事から、エンディミオン製艦船は戦場に似つかわしくない派手な赤いカラーリングで統一され、また他国艦船に比べて外観などにも洗練されたデザインであるなど、文化によってデザインの特色が現れている。
プレイヤーも使える艦船と敵専用の艦船がある。

### 戦艦
ステータス画面では「BATTLE SHIP」、戦闘画面では「BB」と表示される。高い火力と耐久力を持つが、全艦種中で最も機動力が低い。また、対空補正が低いものが多く、対空兵装との相性は良くない。
グランヘイム級
トップランカーであるヴァランタインの愛艦。攻撃力・防御力・機動力の全てで高いレベルを誇り、ヤッハバッハ艦隊の数割を消滅させるほどの威力を持つ主砲「ハイストリームブラスター」を装備し、空母と同じ最高60機の艦載機を搭載でき、さらにはボイドゲートを使用せずに単艦で宙域移動できる性能まで持つなど、様々な意味で常識を超えた戦艦（ゲーム中でも、宇宙最高の艦であると言われている）。グランヘイム級の設計図自体はプレイヤーも一定の条件を満たせば入手でき、相応の費用を払えば建造できる（他の戦艦と同様に最大5艦の艦隊も揃えられる）。ただし、独立したワープ機能は無く、ハイストリームブラスターも他の艦船に搭載されているもの（既述の特殊コマンド）と同様であるなど、ヴァランタインの艦と比べると弱体化されている。また、ゲーム中でヴァランタインのグランヘイムとプレイヤーのグランヘイムが同時に見られるシーンもあるが、ヴァランタインの方が数倍の大きさであるなど、データ上は全く別物扱いである。なお、周回プレイでチュートリアルの時にハイストリームブラスターが使えることがあるが、使用するとフリーズするバグがある。全長2200m、全高550m、全幅700m。
グロスター級
エルメッツァ中央政府軍で艦隊旗艦として運用されている戦艦。戦艦としては主人公が最初に取得でき、物語序盤にツィーズロンドでオムス中佐から設計図を与えられる。基本能力は高くないものの内装が広く、拡張性は高い。通常タイプとマルキス提督の旗艦「ブラスアームズ」は比較にならないほど性能に隔たりがあるとされている。
ドーゴ級
カルバライヤの主力戦艦。グロスター級と同じく序盤に手に入る戦艦で、こちらの方が内装がやや狭い分基本能力に勝る。新型艦の就役などで旧式化しており、軍からは姿を消しつつある。設計図は民間にも提供されており、民間人にとっては見慣れた軍艦のひとつ。
オルジアール級
ネージリンスが対カルバライヤ戦用に開発した戦艦。速力・機動性に優れるものの攻撃力は低い。しかしそれを新式の射撃指揮システムで補っている。
ゾーマ級
カルバライヤの新型戦艦。ドーゴ級の設計の全面見直しにより、能力の全面的な底上げが行われた。艦隊旗艦として配備が始まっている。
バウーク級
カルバライヤ人民委員会のリードで開発された新型戦艦で、同指揮下の特装艦隊独自の戦力。ネージリンスとの決戦にかろうじて間に合った。ジェネレータ出力に比して過剰なほど強いデフレクターを装備しており、そのために武装が貧弱になっている。
デフレクターを最大稼働させることによって星の軌道すら変えることが可能で、それを利用してアルカンシェルのある惑星ナヴァラに衛星モアを落とそうとした。プレイヤーも設計図を入手することで建造可能だが、そちらはデフレクターがオミットされているため、通常の戦闘艦として問題なく運用可能となっている。
エリエロンド級
女海賊サマラ・ク・スィーの乗艦。戦艦でありながら極めて優れた速度・機動力を持ち、重力レンズによる反射・増幅効果によって威力を強化したリフレクションレーザーを主兵装とするため、火力も並みの戦艦の比ではない。全長1100m、全高340m、全幅330m。
リフレクションレーザーを収束して撃つリフレクションショットという切り札を持ち、ゲームにも本艦独自の攻撃スキルとして反映されている。
なお、サマラ艦とプレイヤーが入手出来る艦は同級だが性能は大幅に異なる。
「Animated short film」では指揮卓がピアノの鍵盤式になっており、「演奏」することによって操作している。
ファンクス級
大マゼランのゼオスベルトを本拠とする0Gドッグや海賊たちが好んで使う戦艦。その艦形はトンボにも似た独特なもの。巡航速度が速い以外に特徴は無いが、内装が広く武装スロットも全て空のため拡張性は高い。戦力が不足しがちな青年編序盤では貴重な戦力となるが、名声をかなり高めていなければ購入できない。
バゼルナイツ級
アイルラーゼンの標準戦艦。バランスの取れた性能に艦載機運用能力を備え、様々な任務に対応できる汎用性を持つ。ヤッハバッハとの戦いを前に能力不足を指摘されており、次世代艦への転換が待たれていた。
オボネイラ級
ネスカージャ製の艦船中、最強の攻撃能力を有する戦艦。強力なマスドライバーキャノンを複数搭載している。全長1700m、全高660m、全幅550m。
デディエイラ級
ネスカージャ反政府軍の戦艦。攻撃力もさることながら、情報収集能力と通信能力に優れ、移動司令部と呼ぶに相応しい能力をもつ。
マグリブ級
ネスカージャ反政府軍の戦艦。アッドゥーラより提供された重力圏生成砲を搭載しているとされるが、ゲーム上では反映されていない。
グン・ゼム級
ネスカージャ政府軍の旗艦。攻撃力は低いが、それ以外の能力は高いレベルでまとまっており、特にボーカノイド装甲によって高い防御力を獲得している。
ゴーゴリアン級
サマラ・ク・スィーを狙う賞金稼ぎ、バランガの乗艦。各能力が高いレベルでまとまっているが、耐久力が低いという弱点があり、護衛艦の存在が不可欠となる。
ヴォイエ・バウーク級
カルバライヤの試作戦艦の一つ。大海賊であり上位ランカーでもあるシルグファーンの乗艦。どの選択肢を選んでも一度は戦うことになる。
ゼーガ級
対ネージリンス戦に向けて開発されていたカルバライヤの新型戦艦。戦艦としての優れた火力・装甲を保持したまま、カルバライヤ艦としては初めて空母並みの本格的な艦載機運用能力を持たせようとした挑戦的な設計だったが、アーヴェスト戦役には間に合わず、ヤッハバッハの軍門に降ってから開発が再開されてようやく完成した。ヤッハバッハの技術供与により、元々のカタログスペックよりも性能が上がっているとされる。
ゾルジオネ級
ズィー・アール級マイクロ波集束砲の専用の制御管制艦として設計された戦艦。単体の戦闘艦としても優れた基本性能と高火力、艦載機運用能力を備えており、非常に優秀。
エルンツィオ級
エンデミオンの標準的な戦艦。速力に優れるがそれ以外の能力は低い。特に攻撃力が低く、巡洋艦と同レベルしかない。
ヴィリオ・エンデミオン級
エンデミオン王族が乗艦する新型戦艦。バランスの取れた性能に艦載機運用能力を持つ万能戦艦。広範囲にエネルギーを掃射する「サーフェスブラスト」を装備する。
カッシュ・オーネ級
大マゼランで行動している海賊がよく用いる戦艦。長大な航続距離を持ち、海賊たちに好まれている。そのデザインはエンデミオン製を思わせるが、それよりもややずんぐりしている。
グー・グラン級
ジーマ・エミュの艦隊旗艦。ニューロ・オペレーティング・システムが用いられているため、ごく少数（わずか150人）で運用することが可能。戦艦としてはいまいち性能の低さが目立つが、プレイヤーが使用できる艦船で唯一、「NOS統合指揮システム」と呼ばれる極めて強力な効果を持つ設置型特殊能力を所持している。
ヴェルティーニ級
オズロッソ財団が開発した新型戦艦。エルンツィオ級よりは攻撃力が高いものの、戦艦としては能力不足。
グランカイアス級
対ヤッハバッハ決戦に備えて、オーダーズが密かに開発していた巨大戦艦。艦首部にはハイストリームブラスターを搭載。全長3,000m、全高600m、全幅1,400m。
一番艦ただ1隻のみ存在するという設定だが、ある条件を満たすと、プレイヤーも建造できるようになる。プレイヤーが使用できる艦船の中では最大のサイズを誇る。
ゼスカイアス級
オーダーズが対ヤッハバッハ戦にむけてジーマ・エミュの技術供与を受けつつ完成させた新型戦艦。大艦巨砲主義を象徴する巨体と火力を誇る大型戦艦で、船体下部には主砲のメテオプラズマ砲を備える。設定では実質的な陽電子砲キャリアとされるが、ゲームには反映されていない。
シュテムナイツ級
アイルラーゼンの試作艦。新開発の砲撃官制システムである着弾集束型官制システムを試験的に搭載している。優れた火力と基本性能を持つが、内装が非常に狭く拡張性は低い。全長1,800m、全高500m、全幅890m。
艦長はシュラク・ヘドロン少佐。
改修型であるシュテムナイツ/D級はアイルラーゼン軍高級将校向けに配備されており、艦長はダンタール・シュナイツァー中佐。
ヴァイス・ザバス級
オズロッソの総帥であるザバス・ザンブルグの専用艦で、財団のオフィスも兼ねる。サーフェス・ブラストを筆頭に高い攻撃力を持つほか、航続距離も長大。長子であるジルバも同型艦に乗っている（G級と称される）が、こちらはやや性能が劣っている。
シャイニール級
対ヤッハバッハの切り札としてネージリッドが開発した新型戦艦。ヤジロベエの両肩と腹部に大砲を搭載したような独特な艦形をもつ。
設定資料集には「攻撃力にやや難はあるものの、最新技術を全て注ぎ込んでいる」とあるが、建造できる本級は兵装スロットのうち3つがLサイズであり、遠距離での砲撃戦に絶大な威力を発揮する。また、兵装全てが変更可能であり、発展性も高い。
ネビュラス級
ロンディバルト軍にて長年愛用され続け、艦隊旗艦として使われることが多い戦艦。データ流出により、海賊が用いていることも多い。
バロンズィウス級
アイルラーゼン近衛艦隊旗艦。全長1,850m、全高330m、全幅1,070m。
艦長はロエンローグ卿。大マゼラン統一戦争の最終局面となるハイヴァルト会戦において大破。修理困難として廃艦処分にされてしまった。
アーマズィウス級
アイルラーゼン近衛艦隊旗艦。全長2,000m、全高500m、全幅1,100m。
ハイヴァルト会戦を経て廃艦処分となったバロンズィウスの代替としてロエンローグ卿に与えられた艦。基本性能はバロンズィウスをしのぐ。艦首にハイストリームブラスターを装備する。シュテムナイツ級の運用で得られたデータも反映されており、着弾集束型官制システムを搭載している。
デヴァ・クルシプス級
アッドゥーラの近衛艦隊旗艦。戦艦として高くまとまった基本能力に5つとも空の兵装スロット、艦載機運用能力も備える強力な万能戦艦だが、内装が狭く拡張性は低い。全長2,500m、全高1,050m、全幅930m。
艦長はエルダータ枢機卿。
ゴーダ・ラジーヤ級
アッドゥーラの一般的な戦艦。小規模艦隊の旗艦となっていることが多い。一部テロリストたちもこの艦を使用している。
デヴァ・オーリー級
アッドゥーラの要塞衛星「バウスナイア」守備艦隊旗艦。全長2,300m、全高860m、全幅530m。航続距離を犠牲にして火力と耐久力を高めてある。
艦長はシッダータ枢機卿。
デヴァ・シルス級
アッドゥーラのコーストガード旗艦。全長1,500m、全高900m 全幅900m。スターバースト宙域での行動に特化した艦で、艦体上部に巨大なレドームを持ち、その外観は「傘をさした貴婦人」に例えられる。
艦長はナハシッタ枢機卿。
デヴァ・ハーラス級
アッドゥーラの第一防衛ライン「ウォルフライエ・ライン」守備艦隊旗艦。全長1,600m、全高460m、全幅1,100m。戦闘能力は低いが重装甲で耐久性は高く、物資補給ユニットと連結することによって補給基地としても機能することができ、艦隊を長期間行動させることができる。
艦長はカバラズィ枢機卿。
ゴーダ・ザフトラ級
ゴーダ・ラジーヤ級を改装した新型戦艦。航続距離を犠牲にして大型武装を搭載するなど、拠点防衛に特化した仕様となっている。
クラウスナイツ級
アイルラーゼンの新型主力戦艦。シュテムナイツ級の運用により得られたデータを基に完成された。着弾集束型官制システムを搭載している。全長1,900m、全高600m、全幅1,170m。
なお、少年編で小マゼラン救援に訪れたバーゼル艦隊旗艦もクラウスナイツ級と同じ艦形をしている。
ゼー・グルフ級
ダウグルフ級に替わるヤッハバッハの新型戦艦。全長3,700m、全幅560m、全高920m。主に艦隊旗艦として運用され、性能も従来の主力戦艦であるダウグルフ級を大きく凌駕する。
ギリアム旗艦「ダグ・バウンゼイ」を/G級、ライオス旗艦「ハイメルキア」を/L級、ユズルハ旗艦「フロウザ・クロウザ」を/Y級と称しているが、性能上の差異はない。
ダウグルフ級
ヤッハバッハの主力戦艦。1隻で小マゼランの1個艦隊に相当する戦闘力を持つ。全長2,250m、全高640m、全幅760m。
改修型であるダウグルフ/C（艦名フロウ・ゼラン）はキャロ・ランバースの乗艦で、対空装備を排して艦底に大型砲を装備している。
ズィガーコ級
大マゼランでも一二を争う大海賊、ザッカマンとロッコツの乗艦。全長1,600m、全幅1,200m、全高1,300m。
前からは水牛の頭蓋骨に見える。目鼻などの開口部は艦載機の発着ベイとなっている。艦載機数の多さから戦艦ではなく戦闘空母と判断する勢力もあるほど。その見立て通り、艦載機によって艦の前に目標を追い立て、一気に撃沈または制圧する戦法を得意とする。
ゼオ・ジ・バルト級
ヤッハバッハ皇帝の座乗艦、ヤッハバッハの首都機能も兼ね備えている。前部と後部に分離することが可能。
前部は皇帝自身が乗り込む超巨大戦艦となる。16,000mにもなる長大な船体によって両舷が手薄になりやすいため、専用の護衛艦を左右に配置することによって死角を補う。
後部は行政機構の中枢および文官の居住区画となっている一種の都市艦で、艦船の発着場も兼ねている。
船体下部に「天体破砕砲」と呼ばれる超出力レーザー砲を備えており、その名の通り一撃で惑星そのものを吹き飛ばしてしまうほどの威力を誇る。
ジン・グルフ級、バル・グルフ級
ゼオ・ジ・バルトの左右を守る近衛艦。両艦ともその舷を守ることに特化しており、ジン・グルフは左舷、バル・グルフは右舷に武装が集中配備されていて、艦体も左右非対称。
両艦が連携してボイドゲートを生成する「ゲートシステム」を搭載しており、万が一には皇帝艦を別宙域へ撤退させることも可能。ただしゲート生成には多大な負荷がかかるため、システム起動後一定時間で自壊してしまう。

### 空母
ステータス画面では「CARRIER」、戦闘画面では「CV」と表示される。内装モジュールの設置スペースが広く、格納庫の艦載機積載量も多めに設定されている艦が多いため、他艦種の艦載機運用可能艦船よりも多くの艦載機を搭載しやすい。ネージリッドおよびネージリンス製空母は特殊能力「重力カタパルト」を所持しているので出撃も早い。逆に兵装スロットの数は少なめで、装甲や耐久力、各種命中補正が貧弱であり、敵の攻撃を受けにくい艦隊の後列に配置することが望ましい。
ダガロイ級
カルバライヤ宙域警備隊で使用されている装甲空母。火力は巡洋艦、装甲は戦艦に匹敵するが、艦載機搭載量は少ない。
ドゥガーチ級
ネージリンス中央政府軍の主力空母。小マゼランでは数少ない艦載機の運用に特化した純粋空母である。セグェン・グラスチを通じて民間にも販売されており、ゼーペンスト自治領でも使用されている。
ヴルゴ・ベズンが旗艦としていた艦はアンテナを増設して指揮機能を高めており、「アルマドリエル級」として区別されている。
ヴィナウス級
アイルラーゼン空間竜騎艦隊の主力空母。ネージリッドの技術監修のもと、完成した。艦載機収納スペースがコンテナ式な上、カタパルトデッキが左右に指向できるので、目標方向へ速やかに艦載機を発艦させることが可能。
ダガロイ2級
ヤッハバッハに制圧されたカルバライヤが、帝国の技術支援のもと改装を行った空母。性能の底上げがなされているが、艦載機搭載能力は低いまま。
ヴァランシエヌ級
かつての祖国より技術支援を受け、対カルバライヤ戦を主眼として開発されたネージリンスの新型空母。従来の空母に比べ、1.5倍の艦載機搭載量を誇る。やや小さい艦体に艦橋と推進部、そして長大なカタパルトを持つ。青年編においては、ヤッハバッハの技術供与によって更に性能が強化されている。
エルメラーダ級
対ヤッハバッハの切り札として完成したネージリッドの最新鋭空母。「最新鋭」の名に相応しい優れた基本性能に他のネージリッド製空母同様重力カタパルトを所持し、空母唯一のLサイズ兵装スロットを持つなど火力にも優れ、空母としては最強クラスのスペックを誇る。設計社では購入できず、ランキング上位になることで使用可能となる。
ゼナウス級
アイルラーゼンの新型空母。ネージリッドの技術供与のもと、完成した。艦載機搭載スペースの大型化、カタパルトデッキの増加など、空母としての機能が大幅に強化されている。
シュトロエン級
ネージリッド正規軍の主力空母。艦載機搭載能力、攻撃力、防御力が高いレベルでまとめられており、単艦でも運用可能な能力をもつ。
ペテルシアン級
モリガン・コルエステ社が設計、販売している空母。設定上ではネージリッドが使用していることになっているが、作中で本艦を使用しているのは海賊だけ。巨大な箱にカタパルト4基と艦橋構造物、そして噴進部をつけただけのような外観。選択肢によっては主人公も使用できるようになる。耐久力が非常に高く、長時間の戦闘にも耐えられる。
レオンディール級
ロンディバルトの戦闘空母。戦艦と空母、双方の特質を兼ね備える。艦載機搭載能力は低めだがペイロードは十分にあり、兵員輸送艦や重武装補給艦として用いられることもある。
ダヴァリー級
アッドゥーラの小型機動空母。艦体後方に大型レーダーを装備しており、必要な場所へ速やかに艦載機を展開させることが可能。反面、艦としての能力は低く、戦闘時には護衛の艦艇の存在が不可欠となる。
ブラビレイ級
ヤッハバッハ帝国の空母。対艦戦闘能力は皆無であるという説明通り対艦装備はミサイル1基のみである。
ギリアスより艦隊を借りたメイヨー・メタが臨時に旗艦とした。

### 巡洋艦
ステータス画面では「CRUISER」、戦闘画面では「CG」と表示される。平均的な性能で、艦載機迎撃能力が高い。
オル・ドーネ級
海賊スカーバレルが用いる巡洋艦。流出したサウザーン級の設計図を基に改装を受けたもので、性能はサウザーン級に近い。捜査のために潜入していたディゴ・ギャッツェが乗艦としていた。建造費用の安さの割りに高めの性能が最大の売り。
サウザーン級
エルメッツァの標準的な巡洋艦で、地方軍は本艦を旗艦としていることも多い。エルメッツァ製軍艦で唯一、艦載機運用能力をもつ。
「Animated short film」では、ユーリは赤く塗装された本艦を旗艦としてヤッハバッハとの決戦に臨んでいる。
バクゥ級
もとは民間仕様の護衛艦だが、耐久力の高さを評価されカルバライヤ軍でも使われている。同様にグアッシュ海賊団でも用いられている。
バゥズ級
カルバライヤの重巡洋艦で、攻撃力・防御力・機動性ともに優れ、艦載機搭載能力までもつ高性能艦。設計図が海賊などに流出しており、スカーバレルのバルフォスやグアッシュのダタラッチがこの艦を使っている。
ザン級
カルバライヤの標準的な軽巡洋艦。火力はそれほど高くなく、宙域捜索や制宙権確保などに投入される。
バハロス級
カルバライヤ宙域保安局の巡洋艦で、その速力が特徴。
ディゴウ級
カルバライヤ宙域保安局艦隊の旗艦として用いられる重巡洋艦。その対空火力は戦艦に匹敵する。
フリエラ級
ネージリンスの主力巡洋艦で、その主任務は空母の護衛。他国の巡洋艦と比べて対艦攻撃力に難がある。
ゲル・ドーネ級
海賊スカーバレルのうち、幹部クラスが乗艦とする軍艦。サウザーン級をもとに攻撃ユニットを増設しており、地方軍にとっては脅威となっている。2隻が確認されているが、2隻ともユーリの艦に撃沈されている。ネージリンスのセグェン・グラスチ本社で設計図を入手できる。
バゥズ2級
対ネージリンス戦に備え、エルメッツァから技術供与を受けて開発した新型巡洋艦。攻撃力や耐久力などが若干増加している。
シャンクヤード級、リークフレア級
ゼオスベルトの0Gドッグたちが好んで使う巡洋艦。ともに、艦尾部が細長い艦形をしている。マゼラニックストリームに巣食う海賊たちも使っており、小マゼランの艦艇ではまともにダメージを与えられないほどの防御力を誇る。
青年期序盤から入手可能だが、シャンクヤード級は入手タイミングに不釣り合いなほど高性能かつ安い。特筆すべきは耐久度と容量であり、改造とプレイヤースキル次第で戦艦を相手にできるレベルに至る。
エスタータ級
空母の護衛を主任務とする、ネージリッドの標準的巡洋艦。押し並べて高性能だが、対艦攻撃力に欠ける。設計図が流出しており、大マゼランの海賊がよく用いている。
グワバ級
ネスカージャ政府軍に配備されている巡洋艦。ミサイルを主とした兵装をもつ。
バスターゾン級
アイルラーゼンの巡洋艦で、駆逐艦による攻撃・哨戒部隊の旗艦として用いられることが多い。指揮管制能力はもちろん、グロスター級戦艦に匹敵する攻撃力ももつ。
グワンデ級
空母の護衛を主任務とするアイルラーゼンの護衛艦。攻撃力はそれほど高くないが、全兵装を任意の方向に指向できる特徴がある。設定資料集には「正しくは護衛艦であり、厳密には巡洋艦ではない」とあるが、ゲームでは巡洋艦に分類されている。
ヘルメル級
アイルラーゼンの高速巡洋艦。高い打撃力と機動性、加えて艦載機搭載能力を有する高性能艦。
バリオス級
アイルラーゼン近衛艦隊に配備されている巡洋艦。設定では艦橋部分が分離して小型艇として行動できるとあるが、ゲームでは反映されていない。
アリーデン級
エンデミオンにて対ヤッハバッハ戦に開発された新型巡洋艦。ヴィリオ・エンデミオンの護衛を主任務とする。小規模艦隊の旗艦としても使用されており、ある程度のビーム耐性をもつ新合金を装甲に使用している。
ラーヴィチェ級
エンデミオンの軽巡洋艦。全長620m、全高210m、全幅290m。
改修型のラーヴィチェ/Gはギリアムの乗艦（艦名バウンゼイ）で、攻撃力を大幅に高めてある。
ゼッフィーロ級
エンデミオンのミサイル巡洋艦。全長940m、全高210m、全幅240m。
改修型のゼッフィーロ/Tはトリトロ・エルルナーヤ王子の座乗艦。
ミュラ級
オズロッソ財団によって開発された巡洋艦。速力と対空迎撃力に優れている。
ベートリア級
オズロッソ財団が開発・保有している重巡洋艦。資源探査艦も兼ねており、センサー類が充実している。設定資料集によると、地表攻撃用として艦底部にサーフェスブラストを装備しているとあるが、ゲームでは反映されていない。
ゲイオス・ジン級
ジーマ・エミュの打撃巡洋艦。プラズマ砲をはじめ戦艦に匹敵する攻撃力をもつが、防御が弱くモジュール搭載量も致命的に少ない。
デュエル・ジン級
ジーマ・エミュの軽巡洋艦。ニューロ・オペレーティング・システムにより、通常より少ない人員で運用できる。
リーガルドレス級
特務機関ENRの上級士官に配備される重巡洋艦。速力が見劣りするほかは高性能であり、あらゆる任務に対応できる。
リーガル級
特務機関ENRの士官に配備される巡洋艦。基本的に単艦で運用されるため、艦載機搭載能力ほかあらゆる機能を付与されている。
バクティオ級
対ヤッハバッハ戦に備えて開発されたロンディバルトの巡洋艦。マハムント級をベースにしながらも全体的な能力が底上げされている。
マハムント級
ロンディバルトの巡洋艦。ジーマ・エミュの技術を一部受け入れて開発されており、突出した性能はないものの信頼性は高い。小規模艦隊の旗艦として運用されることもある。
オーソンムント級
ロンディバルトの巡洋艦。性能としては平凡だが汎用性は高く、大マゼラン随所で用いられる。
ダタナーシュ級
対ロンディバルトを視野に入れて開発したアッドゥーラの巡洋艦。ダタヤンシュ級の改装型で、航続距離を犠牲にして攻撃力を高めてある。
ダタヤンシュ級
アッドゥーラの軽巡洋艦。カラバズィ艦隊の中核をなす、バランスのとれた良艦。
ナナス級
アッドゥーラの巡洋艦。ナハシッタ枢機卿艦隊に配備されており、攻撃力は低いものの索敵能力に優れている。
バヤーシュ級
アッドゥーラのカラバズィ枢機卿が率いる艦隊に配備されている巡洋艦。攻撃力に特化しており、国境の防衛ライン（ウォルフライエ・ライン）を侵犯しようとする敵を撃破することを主任務とする。
アセット級
輸送艦などの非武装船舶を護衛するために造られたアッドゥーラの巡洋艦。広範囲シールド発生装置が装備されており、自艦だけではなく護衛対象もシールドの範囲内に入れることも可能（ゲームでは反映されていない）。
護衛対象に随伴して国外を航行することもあり、他国を刺激しないよう武装は控えめになっている。
ダルタベル級
ヤッハバッハの重巡洋艦。ヤッハバッハ艦艇としては小さい部類に入る。右舷が艦載機を射出するカタパルト、左舷がクラスターミサイル発射口になっている。全長980mと巡洋艦としてはかなりの巨体だが、その長さはカタパルトに依存しており、それを除くと600m程度になる。あらゆる任務をそつなくこなせるオールパーパス艦。

### 駆逐艦
ステータス画面では「DESTROYER」、戦闘画面では「DD」と表示される。小型で機動力に優れ、CTの上昇率が高いが、全体的に性能は低め。
アルク級
ジュノー級をベースに純粋な戦闘艦として再設計したもの。ジュノー級よりは戦闘能力が上だが、基本形が商船なので軍艦としての能力は低い。
ジュノー級
ユーリが最初に入手できる設計図の一つ。民間輸送船を戦闘用に改装したもので、駆逐艦と銘打たれているが実際は武装商船に近く、戦闘能力も「純粋な商船よりはマシ」という程度。建造費用も性能に相応しい安さ（6200G）となっている。
テフィアン級
主にエルメッツァ地方軍で標準的に用いられる駆逐艦。能力は低めだが、辺境の海賊などには十分対処できる。
アリアストア級
テフィアン級の武装強化型。海賊を含む戦闘艦艇の対ビーム装甲が充実していることをうけて、兵装をミサイル主体に換装してある。
ゼラーナ級
海賊スカーバレルの小規模艦隊の旗艦として運用されることが多い駆逐艦。駆逐艦としては唯一艦載機運用能力をもち、汎用性の高さが特徴だが、如何せんベース艦が小型のため機動性を除いて各能力が低く、自軍での利用価値はほとんどない。
ガラーナ級
海賊スカーバレルによって開発された駆逐艦。ゼラーナ級のカタパルトデッキを除外して対艦攻撃力を強化してある。基本性能は低いままだが、ゼラーナ級よりは使える艦となっている。
アーメスタ級
エルメッツァの新型駆逐艦。テフィアン級の改修型で、打撃力はサウザーン級巡洋艦に勝る。
タタワ級
民間企業が開発した小型護衛艦。速力と攻撃力に優れているのでカルバライヤ宙域保安局が採用している。同様にグアッシュ海賊団でも使用されている。
ゾロ級
カルバライヤ軍が使用する標準的な駆逐艦。鋭角な艦首部が特徴で、速力に優れる。
シドゥ級
カルバライヤ宙域保安局が保有する高速駆逐艦。それなりに高性能で、カルバライヤ・ジャンクション各地で見られる。
リーリス級
ミサイル攻撃を主体としたネージリンスの駆逐艦。同型艦にはアーヴェスト戦役の原因となったフレイスールがある。
ランデ級
アイルラーゼン機甲艦隊で用いられる駆逐艦。攻撃力偏重の設計がなされており、敵に与えるダメージは駆逐艦としてはトップクラス。
リドゥ級
ネスカージャ政府軍が用いる駆逐艦。ママドゥ級と比較して打撃力を強化してある。
ママドゥ級
ネスカージャ反政府軍が用いる駆逐艦。本編では積極的に使えるほどの強さはないが、建造費用の安さと耐久力の高さ（費用8,200G、耐久度1,870）からエクストラモードでは序盤の主力として重宝する。
セビィーニ級
オズロッソ財団の技術支援を受けてエンデミオンが完成させた駆逐艦。新技術などが投入されているわけではないが、今までの技術がバランスよく組み込まれているので使い勝手が良い艦となっている。
ジー・ジン級
ジーマ・エミュが誇る高速駆逐艦で、速力と打撃力に定評がある。その高性能ゆえに、建造費用は駆逐艦のなかで一番高価（16,300G）。
バーゼル級
ロンディバルトの旧式駆逐艦。しかし細かな改装を繰り返しており、現在でも第一線で戦える性能を堅持している。
バーゼル2級
バーゼル級を全面的に改装した最新鋭駆逐艦。種々の新技術の投入により、性能の全面的な底上げが行われている。
シュウェルク級
ネージリッド国防軍で使用されている標準的な駆逐艦。汎用性の高さがセールスポイント。設計図が民間にも流出しており、海賊が使用することも多い。

### その他
ステータス画面では「OTHER」、戦闘画面では「ETC」と表示される。貨物船や病院船、あるいは特殊装備を施された艦船などが該当する。
デイジーリップ級
一般的な輸送船をトスカが原形を留めぬまでに違法改造した小型巡航艇。場当たり的な改造のため非常にピーキーな機体となっており、トスカ以外にはまともに乗りこなすことができない。
グロリアス・デラコンダ級
ユーリが宇宙へ旅立つ地であるロウズの自治領主、デラコンダの乗艦。艦名に「グロリアス（卓越した、素晴らしい、栄光の、壮大な、等の意味）」とつけるなど、デラコンダの老耄ぶりを示す船。軽巡洋艦をベースに大型砲（デラコンダ砲）を搭載しているが、そのために艦としてのバランスが大きく崩れ、特に長距離攻撃力と機動性は劣悪となった。
ジャンゴ級、フランコ級、レベッカ級
それぞれ、海賊スカーバレルの下級団員が使用する水雷艇。もともとは辺境でよく用いられる警備艇であったため、ロウズ自治領では老朽化した同タイプの艇が任務に就いている。
リーフォーン級
エルメッツァを拠点とするボランティア団体「メディック」が使用する病院船。航宙法によりこの船に攻撃することは禁止されているが、海賊などにより襲撃を受けることは往々にしてある。そのため、相応の耐久性をもっている。
グルカ級
カルバライヤ宙域保安局の強襲揚陸艦。地上の拠点を制圧することを主眼として開発されており、対地ミサイルおよび兵員降下用HLV4基が搭載されている。
オーラゼオン級
ギリアスを付け狙う0Gドッグ、オライアの乗艦。ゴーゴリアンに酷似。艦体下部に機動機雷射出ユニットがあり、それによって敵艦の行動を掣肘しつつ遠距離から討ち果たす戦術を得意とする。本艦特有の機動機雷は無人の艦載機を改造したもので、機雷としての機能の他、通常の艦載機同様に戦闘もこなせる。
ゴブリン級
ゴーゴリアン級戦艦の護衛艦として設計された無人艦。設定資料集にあるのみで、ゲームには登場しない。ビーム歪曲フィールドを形成し、ゴーゴリアンに放たれた攻撃を自分に向けることで、結果としてゴーゴリアンを守るように調整されている。
クワナブン級
ネスカージャで勢力を問わず使用されている小型補給艦。主にミサイルのような実弾を運ぶ。
ジンガ級
ネスカージャ反政府軍が使用している水雷艦。速力・機動性に優れており、特性を活かして敵艦隊の艦列に飛び込み、電波攪乱物質や光子魚雷などを放って離脱する。
バハトマ級
ネスカージャ反政府軍の旗艦。全長450mとかなり小さいが、アッドゥーラより提供された「粒子遮断膜射出装置」が装備されており、発動するとレーダーはもちろん視認も不可能となる。
さらに船体が内部と外部に分かれており、外部船体がダメージを受けても内部船（コアシップ）を分離して戦線維持または離脱が可能。
ゼオシル級
船体が特殊な方法で加工されたボーカノイド装甲で覆われたネスカージャのシールド艦。プラズマおよび質量属性の攻撃をほぼ無力化する他、基本的な防御力も他のネスカージャ艦を大きく凌ぐ。全長1300m、全高1100m、全幅1200m。
のちに設計図がヤッハバッハに流出し、改良されたガズ・ゼオシル級がユズルハ旗艦の護衛艦としてユーリの前に立ちはだかった。
ズィー・アール級
ヤッハバッハとの戦いにむけてオズロッソ財団が開発していた巨大戦略兵器。マイクロ波集束装置「デュエル・ザッパー」を主砲とし、標的となった対象物の人員だけをマイクロ波による過熱で死に至らしめる。艦隊補給基地としての機能も有する。エンデミオンのメッサーナより奥に配置されていた。デュエル・ザッパーの制御は非常に複雑であり、専用の管制艦であるゾルジオネ級戦艦との連結が必要。ゾルジオネ級との連結なしでも発射は可能だが、暴走して故障する危険性が高い。
ズィー・アール2級
ズィー・アールの試作を経て完成度を高めた決戦兵器。長距離ハイペロン結合束砲「クアッド・ザッパー」を主砲にもつ。その射程はハイヴァルト宙域の半分に及び、その攻撃力は1個艦隊をまとめて消滅させられるほど。その分試作型よりも更に制御が複雑化しており、制御官制にはゾルジオネ級戦艦2隻の補助が必要とされる。
ボア・トーラス級
オーダーズの本拠地となっている機動要塞。くびれていない瓢箪のような外見を持つ。さらに「大蛇の輪」と呼ばれるマスドライバー加速路が十重二十重に巻き付いており、あらゆる方向に質量弾を発射することが可能。
ベルボ級
銀河連邦とアッドゥーラとの国境沿いに配置されている早期哨戒艦。高性能レーダーと強力な通信装置をもち、アッドゥーラ艦隊に動きがあれば速やかに後方部隊に通報することを主任務とする通報艦的な任務を帯びている。
ナハブロンコ級
大マゼランの海賊が使う水雷艇。機動性に優れているが、武装が近距離ミサイルしかないため、敵の砲撃をかいくぐって懐に飛び込み一撃を与えるというリスキーな戦いを強いられる。しかしその戦法が命知らずの海賊たちに好まれ、人気の艦艇となっている。
バシロッシ級
オズロッソのミサイル艦。船体とほぼ同じ大きさの反物質弾頭ミサイルを4発搭載している。全長800m、全高180m、全幅260m。
ミサイル射出後は高速戦艦として機能する設定になっているが、武器スロット全てに「対艦ミサイル」が固定装備されているため、ゲームには反映されていない。
スペランカー級
エンデミオンで開発された小型船。辺境宙域の調査と研究を主目的としており、船内は研究設備が充実している。ネージリッドを通じてネージリンスにも提供されており、アルカンシェル計画のために行動していたところをカルバライヤ軍の傭兵艦に拿捕された。
ヘクサ・グラン級
ジーマ・エミュのデュー・ルー将軍艦隊旗艦。巨大な六角形に小さな艦橋部がついたような外見。種族としての生命力低下による人材不足を補うためにNOS（ニューロ・オペレーティング・システムの略。指揮官の思考によって艦の挙動を操作できるもの）を応用して艦隊を自在に運用できるようにしている。しかしユーリ指揮下の艦隊による「士気と練度の差」の前に撃沈された。
ヴィエフ級
強力な粒子砲を搭載したアイルラーゼンの重砲艦。宇宙船というよりはむしろ移動砲台。全長550m、全高170m、全幅140m。
発砲時に周囲に大規模な電磁波障害が発生するため、SS004級による管制が必要。
SS004級
ヴィエフ級およびゲバル級のための管制を専門に行うレーダー艦。全長400m、全高270m、全幅230m。
ヴィスヤンシュ級
アッドゥーラが開発した哨戒艦。艦体後方に大型レーダーが装備されており、高い測的能力をもつ。反面、本格的な交戦は想定されていないため、小規模な武装しか施されていない。
ゴーシェ級
アッドゥーラ、ウォルフライエ・ライン防衛艦隊に配備されている突撃砲艦。巨大なレーザー砲身に艦艇として最低限の装備を施しただけのもので、遠距離攻撃力は高いものの航続距離はないに等しい。
デヴァ・ハーラス/ベースユニット級
戦艦デヴァ・ハーラスの後部に接続可能な補給モジュール。ゴーシェ級8隻を係留して物資の補給、メンテナンス、乗員の休息などを実施する。自走も可能であり、戦闘開始時には本体（デヴァ・ハーラス）より分離して後方の安全宙域まで非難する。
ゲバル級
ヴィエフ級の改良型。全長800m、全高220m、全幅250m。
ブランジ級
ヤッハバッハの突撃艦。棒状の船体をしている。全長340m、全高55m、全幅55m。
独特な形状の船体と優れた速力を生かして敵艦隊に突っ込み、クラスターミサイルを撒き散らして陣形を崩させる事を目的としている。
タイタレス級
アイルラーゼンが極秘裏に開発していた巨大レーザー砲艦。全長18,000m、全高5,000m、全幅5,000m。
赤色超巨星に大量のエネルギーを投入し、超新星爆発を発生させることを目的とする超新星爆発誘発兵器である。
ハイアヴァラン級
アッドゥーラ防衛艦隊に所属する特殊な艦。ジンと呼ばれる無人攻撃兵器を操作し、敵の不意を衝いて大打撃を与える。この艦自体に大した戦闘能力はなく、ジンの存在が見破られると脆い。
ペイロン級
アッドゥーラの秘匿兵器で、限定的なブラックホールを作り出すことができる「重力圏生成砲」を装備している。宇宙移民時代初期の遺失技術が用いられているため、数が少なく新たな建造もきわめて困難。
ボイエン級
小マゼランで広く使われている、小型に分類される輸送船。カルバライヤの装甲技術が用いられており、耐久性は十分にある。ユーリと合流する前のトーロは、この船を使って輸送業を営んでいた。全長400m、全高70m、全幅80m。
ビヤット級
大小マゼラン銀河で普及している大型輸送艦。全長1,200m。ボイエン級より大きいためペイロードが多く、また耐久力も高いため、海賊などの襲撃からに耐えることが多い。
ククル級
カルバライヤで開発された豪華客船。要人を守るために耐久性を高めてある。

### オーバーロード
バグ級
オーバーロードが用いる艦艇のうち、最も小さいもの。カテゴリーとしては艦載機に近い。バリアを張りつつ惑星などの天体に突進し、目標を破砕することを目的とする。
ファージ級
オーバーロードが用いる艦艇のうち、標準的なもの。後述するマザーファージ級の護衛として行動する。単独で行動しているものも多い。
マザーファージ級
バグ級の母艦として機能する。単体の攻撃力はそれほど高くないため、ファージ級の護衛を必要とする。
マスターファージ級
ユーリらの前に立ちはだかる最後の敵であり、本作のラストボス。上位宇宙への接点であるマスターゲートを防衛するという任務がある。全長30km、全幅29km、全高40kmと、ゼオ・ジ・バルトを遥かに凌ぐ巨体。漢字の「王」の縦線を極端に長くしたような外観を持ち、圧倒的な攻撃力と防御力をもつ。主砲は「不安定なワープによって敵を亜空間に消失させる」ワープフィールド砲。

## 艦載機

### 小マゼラン各勢力
クーベル
エルメッツァが開発した輸出用モデルで、カルバライヤで入手可能。偵察もできる汎用機と言われているが、能力が低すぎるため直接戦闘では役に立ちにくい。
ビトン
エルメッツァが開発した輸出用モデルで、カルバライヤで入手可能。クーベルをもとに対空リニアガンが強化されており、制宙戦闘にはある程度使える。
ティオン
エルメッツァが開発した輸出用モデルで、カルバライヤで入手可能。クーベルをもとに対艦ミサイルが強化されており、対艦戦闘にはある程度使える。
ディミラ
エルメッツァが開発した輸出用モデル「ティオン」をネージリンスが改良したもので、対艦攻撃力の向上が見られる。上級公務員（高級士官等）の紹介がなければ購入できない。
フィオリア
エルメッツァが開発した輸出用モデル「ビトン」をネージリンスが改良したもので、制宙能力の向上が見られる。上級公務員（高級士官等）の紹介がなければ入手不可。
エルナーサ
エルメッツァが開発した「ティオン」をマゼラニックストリームの猛者たちが再設計したもので、対艦攻撃力はディミラを上回る。それでも、大マゼランからの海賊たちには力不足だった。
トリエルテ
ネージリンスが一般向けに販売している多機能艦載機。マゼラニックストリームのバザーで入手可能。しかし旧式であり、クーベルに毛が生えた程度の能力しかない。
ハーキュリー
ネージリンスが対カルバライヤ戦用に開発した艦載機。機敏な動きで敵艦載機を翻弄し、制宙権を奪取することを主任務とする。
メテオン
ネージリンスが対カルバライヤ戦用に開発した艦載機。ハーキュリーが確保した宙域から敵艦隊に肉薄し、新型対艦ミサイルを撃ち込むことを主任務とする。耐久力は高いものの、やや機敏さに欠ける。

### 大マゼラン各勢力
ノイセン
ネージリッドが開発し、大マゼラン連邦各国へ提供されている艦載機。艦載機運用に関する豊富なノウハウをもつネージリッドが開発しただけに高い能力を持つが、やや旧式の扱いとなっている。
シヴィル
ネージリッドが開発し、大マゼラン連邦各国へ提供されている艦載機。ノイセンのアッパーバージョン的な位置づけであり、普通に購入できる最強の艦載機。
EIT-1000
ジーマ・エミュが開発した汎用艦載機。国内を航行する外国人でも購入可能だが、治安への脅威になることを警戒して性能は低めに調整されている。
EA-0120
ジーマ・エミュが開発した対艦攻撃機。継戦能力の高さに定評がある。
EOF-005
ジーマ・エミュが開発した戦闘機。艦船の直援機として、高い耐久力をもつ。
EA-0116
ジーマ・エミュが開発した、輸出仕様対艦攻撃機。ヤジロベエに似た外観を持つ。
EA-0119
ジーマ・エミュが開発した、輸出仕様対艦攻撃機。EA-0116の後継機種だが、外観はEA-0120に近い。
EOF-004
ジーマ・エミュが開発した、輸出仕様制宙戦闘機。自国の脅威とならないよう、性能は低く設計されている。
EIT-2000
アイルラーゼンに降伏したジーマ・エミュが開発していた汎用艦載機。速力に優れ、攻守バランスのとれた良機体。
EOF-006
ヤッハバッハ侵攻に備えて開発されていた戦闘機。制宙能力はシヴィルに比肩し、戦闘可能時間はシヴィルのそれを上回る。あるイベントをクリアしないと入手不可。
エルフレア
ネージリッドが対ヤッハバッハを想定して開発した戦闘機。スラスターの指向性を高める「ムーブアーム」機構が採用されており、高い機動性が確保されている。二周目以降限定。
プロミオン
ネージリッドが対ヤッハバッハ戦のために開発した攻撃機。ムーブアーム機構をスラスターのみならずウェポンラックにも採用し、対艦攻撃力を飛躍的に高めている。その分、操縦者にも神がかり的な技量が要求される。二周目以降限定。
ペルメオス
ネージリッドがヤッハバッハとの戦いを想定して開発した艦載機。エルフレアとプロミオンの長所を併せ持っており、ロボットのような外観をもつ。その分大型化してしまい、収容には通常艦載機の倍のスペースが必要となる。二周目以降限定。
グーグ
アッドゥーラの従来型迎撃機。曲線が多用され、生命を思わせる外観となっている。
ゼーゼ
アッドゥーラの最新鋭戦闘機。コンパクト化と対空戦闘特化を見事に両立させており、その対空能力はシヴィルを上回る。
ミュウ・ガラリオ
ネージリッドが対ヤッハバッハのために開発した最新鋭艦載機。艦載機に関するノウハウ、技術の粋が結晶されており、性能面では非の打ちどころがない。欠点は結集された技術を搭載できるだけの巨体となったことで、その大きさは全長120mのデイジーリップにも匹敵する100m。そのため、艦船に搭載できる数もきわめて限られる。

### ヤッハバッハ
ゼナ・ゼー
ヤッハバッハの艦載機。性能は低めであり、主に支配下にある宙域の警備などに使われる。
ヅム・ゼー
ヤッハバッハの艦載機。汎用性の高さがセールスポイントだが、ゲオ・ゼーの登場により陳腐化した。
ゲオ・ゼー
ヤッハバッハの新鋭戦闘機。対空・対艦攻撃力が高いレベルでまとまっている。

## 設定・用語
オーバーロード
上位宇宙に存在する高次元の知的生命体。
何らかの目的を持って、下位宇宙の創造と破壊を繰り返している。
現在人類が存在する宇宙（下位宇宙）は、オーバーロードから見ると量子レベルの極微細な存在でしかない。
創造した下位宇宙に対して、状況を調査するための「観測者」と「観測者」の行動を追跡するための「追跡者」を送り込む。
そして得られた情報を分析し、不確定要素が一定以下になったと判断すると「ファージ」を送り込みこれを破壊し、得られた素材を用いて新しい下位宇宙を創造する。
まるでコンピューターソフトのプログラムを書き換えるようにして、下位宇宙内の「現実」を自在に変化させることが出来る。
下位宇宙における大マゼラン暦2560年頃、今回の観測の終了を決定し宇宙の破壊を開始した。
人類
天の川銀河ソル星系第3惑星「テラ」発祥の知的生命体。直立二足歩行する。
オーバーロードによってもたらされた技術を用い、25世紀頃から巨大な世代交代型宇宙船に乗り故郷を離れ、宇宙へと散らばった。
宇宙を探求したいという潜在的な欲求を持っている種族だが、これはオーバーロードによってそのような存在として設定されているからである。
劇中の人類は遺伝子レベルで宇宙生活に適応するよう進化を遂げており、脳下垂体に宇宙放射線を防ぐ「RPホルモン」を分泌する特殊な器官が形成されている。
しかし稀に進化以前の遺伝形質が発現し、先天的にRPホルモンが欠乏している者が生まれる事がある。
なおユーリがロウズ自治領を出たのは大マゼラン暦2550年で、これは百年紀に当てはめるとおよそ150世紀頃になる。
ボイドゲート
宇宙のあちこちに存在する、一種の亜空間ゲート。通過することによって別の宇宙域に移動することができる。異なる宇宙域どころか、別の銀河に通じているものもある。
空間通商管理局の管轄下にある。
航宙法ではゲートへの攻撃を厳重に禁じているが、ミサイル等で攻撃しても傷一つつかず、ビーム等で攻撃してもバリアー（ボイドフィールドと呼称）によって弾着すらしない。
機能を停止しているものを「デッドゲート」、機能を停止していたが何らかの理由で機能を回復したものを「アンシエントゲート」と呼ぶ。
実はオーバーロードによって設置された情報端末で、ゲートを「観測者」や「追跡者」が通過すると彼らの経験や記憶が自動的にオーバーロードの元へ送信される仕組みになっている。
なお下位宇宙内にはどこかに1基だけ、オーバーロードの存在する上位宇宙に繋がっている「マスターゲート」がある。
観測者
オーバーロードによって下位宇宙に送り込まれた、下位宇宙の状況調査のための存在。
通常、「観測者」本人は自身が「観測者」であるとは自覚しない。
必ず対になる「追跡者」が存在し、世代毎にセットで送り込まれる。
大抵の者は「エピタフ」を持ち、デッドゲートを復活させることによってその認識領域を広げていた。
「観測者」が集めた情報の収集は、ボイドゲート通過によって自動的に行われる。
オーバーロードと同じく「宇宙に共通する認識」を書き換える能力を持つが、それは「事象動揺宙域」を通常の宙域に書き換えることができるという限定的なものだった。限定的ながら権限自体はオーバーロードのそれと同一なので、揺動宙域内ならばオーバーロードに改竄された事象を正すことも可能。
なお「観測者」と「追跡者」はその役割の性質上、互いに強く惹かれ合うように設定されている。
追跡者
オーバーロードによって下位宇宙に送り込まれた、「観測者」の行動を追跡するための存在。
通常、「追跡者」本人は自身が「追跡者」であるとは自覚しない。
必ず対になる「観測者」が存在し、世代毎にセットで送り込まれる。
「追跡者」が集めた情報の収集は、ボイドゲート通過によって自動的に行われる。
オーバーロードは「追跡者」から収集した情報を元に、「観測者」を監視する。
なお「観測者」と「追跡者」はその役割の性質上、互いに強く惹かれ合うように設定されている。
空間通商管理局
大マゼラン暦1500年に創設されたとされる、宇宙航路およびボイドゲートを管理する組織。
全ての国家・勢力等から完全に独立しており、0Gドッグの冒険をサポートする。
宇宙中の宇宙港に支局があり、施設は人工知能（実際は知性の無い人型生命体）によって管理され、ドロイド（マネキンのような形状をしたロボット）によって運営されている。
ファージ
オーバーロードが下位宇宙の破壊を決定すると送り込まれる超兵器群。
下位宇宙に存在する物質を崩壊させる機能を持っており、宇宙破壊の前段階として天体の抹消を行う。
内部にはオーバーロードによって創造された巨人型生命体が搭載されているが、彼らに知性は無く設定されたプログラムに従って行動するだけである。
エピタフ
未知の物質で構成されている、掌に乗る大きさの立方体状の遺物。「エピタフ遺跡」と呼ばれる遺跡から極稀に発掘される。
その存在理由は宇宙最大の謎とされており、「宇宙を支配する力を秘めている」「所有者に莫大な富をもたらす」など様々な噂が生まれている。
正体は機能を停止しているボイドゲート（デッドゲート）を活性化させる起動キーである。
ユーリが所有するエピタフをロウズ自治領トトラス星の質屋に持ち込んだところ、質入れで10,000Gと査定された。
なお、劇中で最も安い宇宙船であるジュノー級駆逐艦の値段は1隻6,200Gである。
I3（アイキューブ）・エクシード航法
子宇宙から抽出したインフラトン粒子をエネルギー源とする「インフラトン・インデュース・インヴァイター」機関の発明によって実現した、一種のワープ航法。
理論上の最高速度は光速の876倍、一般的には光速の200倍を上限に使用されている。
実は人類を宇宙に広く散らばらせる事を意図したオーバーロードによってもたらされた技術である。
始祖移民船
I3・エクシード航法の完成によって建造が可能となった、巨大な世代交代型宇宙船。
25世紀以降、「MAYAプロジェクト」によりおよそ4万隻の始祖移民船が惑星テラから旅立った。
その多くは滅亡したが、生き残った何隻かが1万年以上の宇宙旅行を経て大マゼラン銀河や小マゼラン銀河をはじめとするいくつかの銀河に到達した。
始祖移民船の存在は現代においては伝説と化しており、当時使用されていたテクノロジーも多くは失われている。
0Gドッグ
宇宙探査を主な商売とする冒険者の事。
「戦いは宇宙で決着を付ける」が共通ルールで、地上に住む人間に迷惑をかける事は忌避される。
スークリフ・ブレード
超高張力の流体金属の被膜を刀身にコーティングした剣。その外見は日本刀に似る。流体金属の超微細振動により、金属製の頑丈な扉ですら一刀両断可能なほどの切れ味を誇る。もとは船舶内の銃撃戦で内装が破損することを嫌って開発されたものだが、その扱いの難しさから飾りとして持つ者が多い。
メーザーブラスター
対人用の光線銃。白兵戦における主流となっている武器であり、国家を問わず広く流通している。しかし、それでも一般人には手が出ない高価なものである。軍の兵士はライフル型のものを用いるが、0Gドッグはハンドガン型を好んで使う傾向が強い。威力は高く、ハンドガン型のものでも至近距離で撃たれれば、人間の体の一部など跡形もなく吹き飛ばしてしまう。
APFシールド
正確には「アンチエナジー・プロアクティブ・フォース・シールド」。宇宙を航行する艦船の基本装備。ビーム兵器に干渉する電磁フィールドを展開し、敵により放たれたビームを受け止め、減衰し、威力を弱めるもの。あくまでビーム兵器に対する防御機構であり、実体弾兵器（レールガンやミサイルなど）には効果がない。
ビーム兵器
艦船の武装の一種。文字通りレーザー砲などを中心とするビーム兵器であり、作中の艦船の武装の主流となっているもの。威力・命中率共に優れているが、余りにも流通し過ぎてAPFシールドなど対策の方も万全となっており、艦船同士の戦いでは完全に威力を発揮する場面はほとんどない。
実体兵器
艦船の武装の一種。ミサイルや砲弾などの質量弾によって敵を攻撃する。作中の技術レベルで言えば前時代的な旧式兵器なのだが、APFシールドの出現によってビーム兵器が艦隊決戦で有効打となりにくくなっている現状において、シールドの影響を受けずに敵艦を直接攻撃出来ることから価値を見直されている。
プラズマ兵器
艦船の武装の一種。ビーム兵器、実体兵器何れとも異なる原理を持つ。ビーム兵器以上の扱いやすさと威力を持ちながら、実体兵器同様にAPFシールドの影響を受けないという、両者の利点のみを兼ね備えたような強力な特性を持つ。元々はジーマ・エミュで開発されたものであり、現状ジーマ・エミュと同国から技術供与を受けたロンディバルドの艦船にのみ搭載されている。
宇宙開拓法
大マゼラン歴1850年に制定された、新たに発見された星は発見者の所有物とし自治権を認める、ただし自治領領主はその防衛に全ての責任を負う（海賊などの襲撃には自力で対応しなければならない）、という内容の法律。
星を自由に支配出来るようになるため、0Gドッグの宇宙探査は過熱した。
航宙法
正式名称「ゲート周辺宙域を公宙として定める航宙法」。
ボイドゲートを巡る紛争が激化したため、大マゼラン暦1940年代に制定された。
事象動揺宙域
宇宙の随所にある難所。その宙域ではあらゆる事象・存在が不安定な状態で存在しており、存在確率が集束と拡散を繰り返しながら揺らいでいる。この宙域に入り込んだ物体（人間含む）は、存在確率が揺らぎながら宙域全体に拡散してゆき、やがて存在確率が限りなくゼロに近くなり、その姿を保つことすらできなくなる。この状態になると死ぬのではなく「最初からいなかった」ことになり、かつて関わった者達からも忘れられてしまう。例外は観測者で、こちらは自身を観測し続けることで存在を維持できる。
逆に言えば、ありとあらゆる可能性が偏在しているということでもあり、観測者はその無限の可能性の中から任意の可能性を選出し、世界に定着させることができる。
強いて言うなら空間単位の「シュレーディンガーの猫」であり、量子力学の概念をそのまま適用できる領域ということである（人の手に余るものだが）。
リジェネレーション
当人の細胞を培養して必要な臓器等を作成し、その人の失われた部分（内臓や四肢など）に移植する高等医術。再生可能な部位は眼球の水晶体から脚部まで多岐にわたる。この治療はかなり高価らしい（両足再生にかかる費用は500G）。
培養された細胞は当人の老化も受け継ぐので、老人が全身のリジェネレーションを受けても若返るわけではない。また、脳は範囲外。
パンモロ
牛に似た家畜。始祖移民船の中で品種改良され、宇宙に広く分布しているとされる。劣悪な環境にも強く、多くの惑星で食肉、採乳目的で飼育されている。
ダークマター
現代地球でも存在が推測されている、宇宙空間に満ちているとされる謎の物質。この世界では、0Gドッグが宇宙で死ぬとダークマターとなり、転生の時を待つとされる。
メディック
惑星ネロに本拠を持つ、エルメッツァの医療ボランティア団体。設立当初は国境なき医師団のような志ある医師の集まりだったが、役人が理事として天下りしてきてからは寄付金集めに奔走する営利団体に成り下がった。
フェノメナ・ログ
0Gドッグの経歴（航宙、戦闘など）を記録したもの。基本的に公開されており、雇い主を探すフリーの0Gドッグはそれを見て契約を検討する。
SERVOS
「サーヴォス」と読む。シナプス生成薬（設定資料集ではシナプス制御用ナノマシン）で、対象者に投与すると感情や記憶をコントロールすることができる。もとは大マゼランのジーマ・エミュで開発されたもので、戦場において恐慌をきたさないようにする技術らしい。
RPホルモン、フェルメドシンホルモン
いずれも、人間が宇宙で活動するのに必要不可欠な物質。RPホルモンは宇宙放射線から体を守るために、フェルメドシンホルモンは無重力による骨の劣化を防ぐために分泌される。人類が宇宙を主な活動の場とし始めたころに突然備わった。稀に、これらのホルモンが分泌されない人間が生まれることがある（作中では「先祖がえり」と称されている）。人類による認識領域を広げるために、オーバーロードが人間を調整して与えたもの。
第1次海峡戦争
大マゼラン暦1970年から2000年にかけて起こった戦争。当時アッドゥーラ教国は大マゼラン銀河の全域を掌握しており、他の大マゼラン諸国は自治区としてその支配下にあった。限られた者以外の宇宙渡航を禁ずる航宙禁止令を発令したアッドゥーラに対し、各自治区の不満が爆発したのが発端である。エンデミオン自治区を筆頭に各主要自治区が分離・独立を求めて一致団結、連合軍を結成してアッドゥーラに反旗を翻した。30年余りの戦争の末にアッドゥーラは敗北、全ての自治区に独立され領域の大半を失った。
第2次海峡戦争
大マゼラン暦2300年、ネージリッドへの内政干渉がもとで起こったアイルラーゼン「王国」とエンデミオンの戦争。長年決着がつかなかったが、ロンディバルトがエンデミオン側に参戦したことが決め手となって2350年にアイルラーゼンが敗北した。その後アイルラーゼンは王制の解体（象徴としての王は残された）、アッドゥーラ方面への戦力の拠出等、重圧を強いられることとなった。
以上は設定資料集からのものだが、ゲーム中では500年前（大マゼラン暦2050年頃）に起こったとされており、齟齬が発生している。
有事特別措置法第3047号
大マゼラン銀河連邦においてロンディバルト連邦より提出された法案。対ヤッハバッハ戦においてロンディバルトが軍の編成・指揮権の全てを掌握する（ヤッハバッハ撃退後の独裁体制を示唆する）というもので、アイルラーゼンを含む多数の国家からの反対にあい、軍事衝突を含む最悪に近い対立状況を産み出してしまった。
連邦議院
大マゼラン銀河連邦の政治的な決定権を持つ議院の一つ。連邦最大国家であるロンディバルト系の議員によって構成されている。
星間連合議院
大マゼラン銀河連邦の政治的な決定権をもつ議院の一つ。ロンディバルト以外の国が主な議員となっている議院。連邦議院と対立している。
タンホイザに叩き込め
口の悪い0Gドッグが使うスラング（隠語）。かなり過激な意味らしく、面と向かって使った場合、その場で殺し合いが始まってもおかしくない。この「タンホイザ」の詳細は不明。文脈からすると、ブラックホールの向こう側の世界を指すようである。
オールト・インターセプト・システム
カルバライヤが開発した惑星防衛システムで、惑星を取り囲むように無数の迎撃機構を配置し、相互に連絡させながら索敵、迎撃を行うシステム。試験的に監獄惑星ザクロウに配備された。開発者はライ・デリック・ガルドス。
ドローン・ヒッグス粒子
素粒子に質量を与えるとされるヒッグス粒子のうち、11番目に発見されたもの。エピタフおよびデッドゲートと深い関係がある。
オーバーロードが下位宇宙に干渉する時に発生するらしく、ファージがワープアウトする時にも観測されていた。
オチャ
古代の文献をもとにルーが再現した飲み物。何かの葉を乾かし、煎じたもの。やたら苦いが、その苦味が醍醐味らしい。「オチャッ！」と力を入れて言うのが正式らしいが、発音についてはルーも自信がないらしい。
クォリア・アキューム・ネットワーク
ジーマ・エミュで用いられているネットワークシステム。頭部に装着された機器を通じて巨大なサーバーにアクセス、相手の意識と直接接触することによって会話を必要としない意思疎通を可能にする。
量子ゼノン効果
「不確定なものを頻繁に観測すると、そのものは不確定性を保てなくなる」という理論。量子力学での正しい説明は「放射性崩壊を起こす可能性のあるはずの不安定な原子核は、完全に連続した観測の下では崩壊を起こさない」というもの。オーバーロードはこの理論をもとに観測者に事象動揺宙域を確定させ、次なる宇宙のための素材を増やしていった。
バリアコートディッシュ
外見はただの皿だが表面に特殊なコーティングがなされており、どんな汚れも軽く拭くだけで綺麗になる。元々この技術は銃撃戦から船舶の内装を守るために開発されたもので、スピンオフとして民間に供与され、家庭のヒット商品となった。軍事技術が軍事面だけに使用されない例として提示された。
ボーカノイド鉱
広大な大マゼランでもネスカージャ宙域のみで産出されるレアメタル。艦船の装甲材の原材料として非常に優れているため軍事的価値が高く、ネスカージャが銀河連邦やアッドゥーラから干渉を受ける原因ともなっている。通常とは異なる特別な方法で加工することにより、プラズマ兵器への耐性を持った特殊装甲を製造できる。

## 国家・勢力

### 小マゼラン銀河の国家・勢力
エルメッツァ星間国家連合
小マゼラン銀河最古の国家で、通称「エルメッツァ連邦」。首都星はツィーズロンド。
およそ80の惑星国家の連合体で成っている。物語の最初の舞台となるロウズ自治領も、エルメッツァに所属する。
中央政府と地方政府がそれぞれ艦隊を持っており、エルメッツァの全軍で3万隻の軍艦を所有する小マゼラン銀河の最大勢力。小マゼラン全体では民間船を含めて5万隻とされており、小マゼランでも圧倒的に群を抜く保有艦船数を誇るが、個々の性能については可もなく不可もなくといった平凡なもので、他国ほど重視されていない。艦載機の運用は余り重視していないが、国産の艦載機を輸出しており、一般的に小マゼランで流通している艦載機はエルメッツァ製が主である。
カルバライヤとの友好関係を構築しつつ、ネージリンスの移民支援も行うことにより、小マゼラン銀河の盟主としての影響力を維持しようとする、巧みな外交力を発揮している。
一方でその保有戦力が国土の広さに対して足りておらず、辺境宙域を中心に領内の治安維持に大きな問題を抱えている。また、政府および軍内部の腐敗が進んでおり、特に地方軍はそれが顕著で、海賊へ内通・転向する者が後を絶たない始末となっている。こうした状況を打破して腐敗を正そうと画策する改革派と古くからの制度を重んじる保守派に分かれ、更には地方軍を巻き込んでの勢力争いを繰り広げており、それによって生ずる統制の乱れから、却って治安の悪化に拍車を掛けている。
接近するヤッハバッハ先遣艦隊を最初に発見、交渉にあたるが決裂、交戦状態に入るが衆寡敵せず首都星まで攻め込まれ、小マゼランで最初にヤッハバッハに滅ぼされた国となった。以降はヤッハバッハによる小マゼラン掌握の拠点として機能する。
スカーバレル海賊団
エルメッツァの宙域で活動する宇宙海賊団。一般的な海賊団のように一人の首領に率いられるのではなく、複数の幹部によって運営される海賊ギルドのような組織形態で活動しており、作中に登場したバルフォスとアルゴン・ナラバタスカ以外にも幹部が存在するらしい。要塞クラスの規模と設備を備えた拠点を持ち、軍の艦船の設計図を盗用した独自の艦船の開発・改修・量産を行えるなど、その勢力および組織力は強大である。また、軍人を買収して内通させることで海賊活動をやり易くするなど、好き勝手に暴れ回っている。
イスモゼーラ社
惑星フィオンに本社を構える兵器企業。ミサイルなどの実弾系兵装を得意とする。スカーバレル海賊団の一味により会長が殺害されて社長も追放され、事実上乗っ取られてしまっている。

カルバライヤ星団連合
大マゼラン暦2121年にエルメッツァ連邦から独立戦争を経て独立した国家。元々はエルメッツァ辺境の開拓地域だった。首都星はバルバウス。
資源産出国であり、開拓者精神に溢れる国民性が特徴だが気性の荒い性格の持ち主が多い。
上述の通り鉱物資源は豊富なのだが、居住に適した惑星の少なさから食料や消費財の自給能力に乏しく、国民の生活は全体的に貧しい。反面、工業力や軍事技術は高く、独自開発のディゴマ甲を用いた艦船の装甲は頑丈で、その強度は小マゼラン随一である。艦隊運用は対艦砲撃戦を主体戦術としており、保有艦船には高火力・重装甲なものが多い。
100年前にカルバライヤが先に見つけた豊かな資源惑星の多くを、後から来たネージリンスに占拠されてしまい、今の貧しい生活のフラストレーションの矛先をネージリンス人に向けている。
国防の任に当たる正規軍とは別に、海賊対策に当たる宙域保安局が設置されている。また、小規模だが政治委員直属の艦隊もある。
ゼーペンスト自治領のあるゼーペンスト領域は、カルバライヤ星系に所属する。
ヤッハバッハによる小マゼラン制圧には最後まで抵抗したが、多数の居住可能惑星を失い抵抗に失敗した。
グアッシュ海賊団
カルバライヤ宙域で活動する宇宙海賊団。首領グアッシュの指示により、宙域保安局と激しく対立する。本拠地は"クモの巣"と呼ばれる暗礁宙域にあり、そこに小惑星を利用した大規模な拠点を築いている。ユーリがカルバライヤを訪れる1年ほど前に首領のグアッシュが捕まり収監されたにもかかわらず、その勢いは衰えるどころか勢力を拡大し続けており、保安局によって一部宙域への進入が制限される事態にまで発展している。
宙域保安局
海賊対策を中心にカルバライヤ領内の治安維持を行う公的組織。ネージリンスとの対立が激化したことで、軍の役割をその対応へ専念させるために結成された。その性質上独自の大規模な戦力を有しており、速力を重視した専用の戦闘艦を数多く保有する。首領が逮捕されたにもかかわらず、勢力を拡大し続けるグアッシュ海賊団に対して対応が追い付かなくなっている。
ネージリンス星系共和国
大マゼラン銀河のネージリッドが超新星爆発に見舞われた際、小マゼラン銀河に流れ着いた難民によって建国された国家。首都星はアークネージ（建国当初はシェルネージだったが、カルバライヤとの関係が悪化したことにより遷都した）。
エルメッツァによる支援とカルバライヤから横取りする形で確保した豊かな星系を新天地とし、商業を軸とした経済発展によって瞬く間に小マゼランの主要国に登り詰めた歴史がある。
母国であるネージリッドと同様に軍事面では空母および艦載機を主力としており、その技術力と運用ノウハウは小マゼランでも群を抜く。また、小マゼランで唯一重力カタパルトを備えた純粋空母を保有し、独自の国産艦載機（性能は一般に流通しているエルメッツァ製の輸出品を遥かに凌ぐ）までも備えている。
カルバライヤ星団連合とは上述の件を発端とする建国以来の領域争いのため関係は険悪で、彼らのことをカードゥという蔑称で呼んでいる。
他文化人には余り良い顔はされていないが、歴史的に金銭を人一倍重要視する商人気質な国民性を持ち、恩義を謝礼金という形で返す事を是とするなどの特徴的な文化や風習がある。
大マゼラン銀河と小マゼラン銀河を繋ぐ唯一のボイドゲートがあるため、航路となるマゼラニックストリームでは自治領カシュケントを中心に交易が栄える。
ヤッハバッハによる小マゼラン侵攻ではいち早く侵略者に鞍替え、銀河内での地位確保、戦力温存に成功している。
セグェン・グラスチ
惑星シェルネージに本社を構える小マゼラン最大の造船会社。ネージリッドから大マゼラン銀河の技術も入っているため、高い技術力を誇る。

### 大マゼラン銀河の国家・勢力

#### 大マゼラン銀河連邦に加盟している国家・勢力
正式名称を「ロンディバルト及び自由通商同盟」という国家間組織。通称「銀河連邦」。
大マゼラン銀河内のすべての国家が所属しているわけではないが、その4分の3にあたる57ヶ国が加盟している。
ロンディバルト連邦、アイルラーゼン共和国、エンデミオン大公国、ジーマ・エミュ、ネージリッドなどが加盟しているが、加盟国間のパワーバランスが連邦内でも如実に反映されており、事実上ロンディバルト連邦の独裁状態ではある。
銀河連邦中央と呼ばれる宙域の惑星メリルガルドに銀河連邦本部を構え、同宙域の各惑星には、加盟各国の大使館が設置されている。
オーダーズ
産業界の主要人物により構成される銀河連邦議会の諮問機関。
ロンディバルト中心主義の極めて強い組織であり、ヤッハバッハ侵攻を利用して、ロンディバルトのさらなる勢力強化を画策する。
宇宙機動要塞ボア・トーラスに本拠地とし、大規模の軍事力を持つ。正規のロンディバルト軍将校は白系の軍服（空間服）を着ているが、オーダーズ将校は黒系の服装をしている。
特務機関ENR（Espionage Network of Rondibult）
ロンディバルト連邦大統領直属の諜報機関。本部は惑星メリルガルドにある。
連邦軍の出動には議会承認が必要なのに対して、ENRは大統領が直接動かすことができる。戦力としては非常に小規模だが、リーガルドレス級巡洋艦などが配備されている。
トリニオン機関
非ロンディバルト系の組織である星間連合議院（通商、星間議会）のシンクタンク。ヤッハバッハ対策の法案を巡り、オーダーズとの対立が表面化する。
オーダーズと同じように軍事力を持っている。
ロンディバルト連邦国
大マゼラン暦2000年にアッドゥーラ教国から独立した大マゼラン銀河最大の国家。銀河連邦の盟主。
銀河連邦に所属する艦船の3分の1がロンディバルト軍であり、銀河連邦の盟主として軍事的・政治的に大きな力を持っている。
ジーマ・エミュからの技術供与を受けており、強力なプラズマ砲を備えた戦闘艦を開発している。
アイルラーゼン共和国
大マゼラン暦2000年にアッドゥーラ教国から独立した国家。
かつては王国であったが、第二次海峡戦争で敗北したことにより共和制に移行。ただし、王家は国家の象徴として存続しており、共和国軍の中心的艦隊も「近衛艦隊」という名称のままである。
少数精鋭部隊である近衛艦隊の他、空間機甲艦隊・空間重砲艦隊・空間竜騎艦隊などが存在しており、目的に応じて戦略任務艦隊を編成して運用している。
ヤッハバッハ侵攻による小マゼランの危機にも、大マゼラン国家で唯一派兵したように、伝統的に「弱きを助け強きを挫く」ことを美徳とする、騎士道や武士道のような精神的価値観を持つ。
上記の精神態度に基づく軍事活動が多いことに加え、対アッドゥーラの最前線であるα象限宙域の防備を割り当てられていることから、国防費が国家予算を圧迫している。
バダック商会
民間軍事会社。クルーの紹介や訓練などを行っている。

エンデミオン大公国
大マゼラン暦2000年にアッドゥーラ教国から独立した国家、現国主はエルルナーヤ253世。ただし、作中で建国1500年式典が行われているので、国家としてはかなりの歴史を持つ。
元はアッドゥーラ教国に対して最初に独立戦争を挑んだ自治区で、ロンディバルトやアイルラーゼンにとって盟主的存在だった。
第二次海峡戦争後の経済政策の失敗によって衰退し、かつての威光は見る影も無い。艦船のほとんどが赤いカラーリングで統一されている。
オズロッソ財団
エンデミオン大公の庇護により成長してきた巨大軍需産業。
近年では、経済的に衰退するエンデミオンより、ロンディバルト連邦との関係を強めている。
自前の戦闘艦を揃えた艦隊を所有している。

ジーマ・エミュ
他の銀河から大マゼラン銀河に移住して来た人達によって建国された国家。
ジーマ人は高い技術力で自らをサイボーグ化し、全員の脳がネットワークで接続されており女王がこれを統率する。
一方で出生率の低さから人口が少なく、徐々にではあるが人口は減少の一途を辿っているらしい。
また、本来人力で為すべきこともほとんど独自に開発した技術に頼っているためか、肉体的にも脆弱で、白兵戦をこなせる兵士は少数の限られた戦闘要員だけであり、またそれらの戦闘力も他国の一般兵より低い。
ネージリッド星系共和国
ジーマ・エミュから独立した国家。かつての祖国の伝統を受け継ぎ、王族が存在する。軍事面では空母および艦載機に関する技術に優れる。
由緒ある国家だが決して大国ではなく、エンデミオンから内政干渉を受けたこともある。現在は2次海峡戦争で援助してきた誼からアイルラーゼンとも友好関係を築きつつ、巧みな外交によって銀河連邦内でも主要国家としての地位を確保している。
大マゼラン暦2462年に超新星爆発に見舞われ、領域の60%以上が居住不可能になり、多くの難民を出した。
ユーリいわく、ネージリッド人は美人が多い。
モリガン・コルエステ社
造船会社。小マゼランへの輸出も検討されている。
なお、モリガン・コルエステとは初代社長の名前であるが、その後の社長も同じ名を襲名している。

トルメス
星間連合議院に属する小国家で、ロンディバルトの専横に反対する国の一つ。領宙侵犯を繰り返すロンディバルトの艦艇を撃沈したが、それを口実として報復攻撃を受け、わずか半日の交戦を経て事実上消滅した。これについて星間連合議院側は、ロンディバルトによる計画的侵略であると非難している。

#### 大マゼラン銀河連邦に加盟していない、または不明の国家・勢力
アッドゥーラ教国
大マゼラン銀河最古にして、銀河連邦非加盟国の中では最大の国家。ブラフシェラ教皇が、惑星ムスカールに所在する教皇庁から統治している。
銀河連邦とは敵対関係にあり、オーバーテクノロジーを利用した兵器を所有していることから、銀河連邦に劣らない潜在的軍事力を保有する。
かつては大マゼラン銀河全てを支配していたが、オーバーロードの計画を阻止するため人々を星に縛り付けたところ反発を招き、第一次海峡戦争の結果、多くの領域が独立してしまった。
領域内の惑星パルメリアに、大マゼラン銀河に初めて到達した始祖移民船がある。
保有艦船は国家の性質上防衛戦や迎撃戦に特化したものが多く、航続距離や航行速度を犠牲にして装甲や火力を高めた艦船、逆に火力や装甲を犠牲にして速度や航続距離を重視した艦船など、偏った性能のものが主力となっている。
ネスカージャ
大マゼラン銀河の辺境に位置する発展途上国で、豊富な採掘資源が存在する資源産出国でもある。広い国土を持ち、資源産出国としては大マゼラン最大。また、ネスカージャ文明という古代文明が栄えていた地でもある。
古くから武を重んじる風習が根付いており、どれだけ能力・智賢に優れていようとも戦う術を心得ていない者は一切支持を得られないため、指導層は軍人上がりの者が非常に多い。
レアメタル資源ボーカノイド鉱が産出されるため、銀河連邦とアッドゥーラ教国に干渉されて長く内戦が続いている。
保有艦船の基本性能は大したことはないとされているが、ボーカノイド鉱を用いた堅牢な装甲に守られ、主力武装であるレールカノンやマスドライバーキャノンを用いた質量弾攻撃はAPFシールドでは防げない。
ゼオスベルトユニオン
アイルラーゼン、ジーマ・エミュ、エンデミオンなど、銀河連邦に加盟する主要国家に隣接する宙域、ゼオスベルトのラベッタとアセドゥニアを根拠とする0Gドッグ互助組織。組織の長はドグ・ターペパー。もとはこの宙域にあった小組織の集合体だったが、0Gドッグ互助組織として集結した。
「たとえ海賊やクラッシャーのような犯罪者であっても、それが0Gドッグであれば受け入れる」と標榜しており、監獄惑星ラーラウスを脱獄した「アドホック・プリズナー」ユーリを快く受け入れた。
連邦主要国の中継宙域として重要であり、各国の領域が入り乱れる宙域のため、独立不羈の精神が高まり、結成された。

### ヤッハバッハ帝国
多数の銀河を支配し、その勢力圏は全宇宙の25%にも達すると言われる巨大国家。始祖マドリア・ファル・ヤッハバッハより現皇帝ガーランド・フェルベベス・クゥム・ヤッハバッハまで117代を数える歴史ある国家でもある。皇帝の座乗する戦艦に巨大な帝国艦が接続されて首都とされる。
数万から数十万隻に上る強力な艦隊を各宇宙域に送り込み、次々と征服している（「我々はヤッハバッハである」という言葉で全て語れるとしている）。征服後の統治は公正で、民族優越思想を持たない人たちは素直に従っているうえ、優れた才能の保持者は被征服民であっても要職に抜擢されることがある（ライオス、イネス、メイヨーなど）。
保有艦船は長期に渡る遠征航海を考慮した設計で、長大な航続距離と高い被弾生存率を有している。
ヤッハバッハ人の平均身長は2m、10人以上の子供をもうけるのが平均的な家族とされている。
設定ではトスカやライオスは大小マゼラン銀河以外の銀河系出身。

## 登場人物
各国の重要人物（政治家、軍人、経済人、その他ストーリーに深く関わる人物）を各国の項目で、それ以外の一般人（各自治領の長、工場や酒場の従業員など）はその他、0Gドッグとして行動する者はフリーの項目で紹介する。
なお、「仲間になる」と記載があるキャラクターであっても、選択肢や名声値などにより仲間にならないこともあるので、仲間にする方法は各自で確認されたし。

### 主要人物
ユーリ
声 - 少年編 朴璐美、青年編 森川智之
主人公。男性、16〜26歳。
エルメッツァ連邦ロウズ自治領の工場で働く「身寄りの無い少年」。名前の由来は「そこに存在する理由が有る（有理）」。髪は短い銀色で、体は細身。
いつか父親の形見であるエピタフの謎を解く事を夢見て過ごしていたところ「打ち上げ屋」トスカの存在を知り、大マゼラン暦2550年に航宙禁止法を破り宇宙へ出る。人を惹き付ける魅力を持っており、大勢の仲間を得て様々な冒険を経験する。ボイドゲートを通過する際、通常の人間には起こらない頭痛に襲われる。しかしヤッハバッハ帝国の小マゼラン銀河侵攻阻止に失敗、0Gドッグとしての師匠であるトスカを亡くし、無力感に苛まれ力を渇望する。
青年編の冒頭では、ヤッハバッハの脅威を隠蔽しようとする銀河連邦によって捕縛され、収容所惑星ラーラウスにて虜囚となっていた。しかしウォルやフランネなどの協力を得てラーラウスを脱出、再び宇宙へと飛び出した。10年の歳月と収容所での過酷な労働は、細身の少年を屈強な戦士に変えていた。
売名と資金集めを兼ねて海賊となるが、早々にロンディバルトとアイルラーゼン両軍からの討伐を受け、アイルラーゼンに投降。ただしこれはルーとともに謀った計画の一環であり、アイルラーゼンにて客将となる。
その後はネスカージャ内乱介入、対ジーマ・エミュ、エンデミオン、ロンディバルト戦などで頭角をあらわし、大マゼラン銀河統一の立役者となる。
アッドゥーラ戦にて自身が上位宇宙の存在（オーバーロード）によって創造された「観測者」であることを知り、宇宙を守るためにヤッハバッハとの停戦を模索、皇帝との決戦ののちに停戦にこぎつけた。
しかしその後、オーバーロードによる宇宙破壊が始まり、それを食い止めるためにソル太陽系のテラ（地球）へ進軍、当面の介入を食い止めることに成功した。
なお、次第にチェルシーを女性として意識するようになってしまい、後に事象揺動宙域での事象改竄を行った際に「チェルシーは妹ではなく幼馴染」という可能性を現実化させている。周囲の認識がいきなり書き変わったことに困惑していた。
チェルシー
声 - 新谷良子
女性、14〜24歳。明るい緑色の髪を後頭部で団子状に纏めている。
エルメッツァ連邦のロウズ自治領で暮らす「ユーリの妹」。命名は「チェルシー」のCMソング「あなたにもあげたい」のフレーズに由来する。
兄と二人で慎ましく暮らせるだけで幸せと考えており、ユーリの宇宙に対する憧れには否定的だった。
ユーリがトスカの手を借りて航宙禁止法を破り星系外へ出ようとした際、これを阻もうとしたロウズ領主デラコンダによって人質にとられてしまう。
ユーリとトスカによって救出されたものの3人揃って指名手配されたため、なし崩し的に宇宙へ旅立つ事になった。ユーリと同様、ボイドゲートを通過する際に通常の人間には起こらない頭痛に襲われるが、痛みはユーリよりも激しく倒れる事があるほど。
淑やかで優しく清楚を絵に描いたような少女だが、ユーリに重傷を負わせた者を表情一つ変えず撃ち殺すなど、隠れた一面を持つ。
旅先で出会ったギリアスに気に入られ猛烈な求愛を受けるが、意に介さず。
アーヴェスト戦役にて負傷し、戦列を離れる。その後のヤッハバッハ帝国の小マゼラン銀河侵攻の混乱の中で消息不明となった。
青年編ではヤッハバッハに統治された小マゼラン銀河にて、レジスタンスとしてカルバライヤ・ジャンクションで活動していた。その後、偵察のために小マゼラン銀河にやってきたユーリに従い大マゼラン銀河に移動、ユーリとともに転戦。その途中、ユーリの事象改竄によって自分とユーリの関係性が妹から幼馴染に書き変わっていることを知り、惑星パルメリアに向かう直前頃に結ばれた模様。
対アッドゥーラ戦にて自分がユーリと対になる「追跡者」であることを知り、愕然となるが、ユーリのためにオーバーロードの情報を得ようと決意、始祖宇宙船の端末から情報を集めるが、オーバーロードによって緊急プログラムを発動され、存在を抹消される。しかしチェルシーによって得られた情報によって宇宙破壊の介入を排除する手段を見出した。
オーバーロードのマスターゲート破壊後、観測者ユーリの事象確定能力によって「幼馴染（ユーリ）の子供を妊娠している女性（チェルシー）」として存在が再確定したことが示唆されている。
なお、当初ユーリは「自分は天涯孤独だ」と発言していたが、デラコンダが「妹」を人質にとった際に何の疑問も持たずその存在を肯定しているなど、最初からその存在には違和感が示されていた。

### エルメッツァ
ヤズー・ザンスバロス
男性、67歳。
エルメッツァ連邦大統領。
優秀な政治家だが、「大国エルメッツァ」の上にあぐらをかく尊大な性格。ヤッハバッハ帝国との初交渉の際には敵の力を見誤り、敗北を招いた。その後も戦力の逐次投入を繰り返し、その都度撃破され、最後には首都ツィーズロンドを制圧される。エルメッツァ降伏後は捕虜として帝国本国に送られ、以降は消息不明となる。
ルキャナン・フォー
男性、49〜59歳。
エルメッツァ中央政府軍少将、軍政長官。政治力に長けた策士で、ヤズー大統領の信頼も厚い軍の実質的なトップ。
全体の国益を第一に考えて行動しており、その時の状況に合わせて保守派と改革派の間をのらりくらりと行き来している。
ヤッハバッハ帝国の小マゼラン銀河侵攻の際には全権大使として交渉にあたるが決裂、引き連れていった艦隊はあっさり蹴散らされてしまった。
祖国が征服された後は、再起の決意を胸に秘めて野に下る。10年後、小マゼランに偵察にやってきたユーリの瞳に決意を見てとり、その配下に加わる。
オムス・ウェル
男性、32歳。
エルメッツァ中央政府軍中佐、のちに大佐。地方惑星アルデスタ出身で、必死の努力で中央政府軍エリート将校の地位を得た苦労人。高級将校の立場ながら行動力があり、各自治領への出向もいとわない。一応改革派に属しているが出世欲が強く、上官のルキャナンと面識を得るや媚びる発言を繰り返す。
ヤッハバッハのエルメッツァ侵攻後はゲームに登場しなくなるが、設定資料集では、エルメッツァのヤッハバッハ降伏後は積極的にトラッパに服従し、ヤッハバッハの指揮官としてユーリに立ちはだかる予定だったとされる。
モルポタ・ヌーン
男性、43歳。
エルメッツァ中央政府軍大佐。悪い意味での職業軍人で、権力を利用して私腹を肥やすことに汲々としていた。しかし、ラッツィオ宙域の一件で海賊から秘密裏に金を受け取っていたことがオムス中佐に知られて弱味を握られ、更に彼がそれまでの功績により大佐に昇進したことから階級も追い付かれ、焦りを覚える。
ヤッハバッハとの戦いでは、友軍が次々と沈められていく中「軍人として国を、民を守る使命感」に目覚め、乗員を全て退避させた後、自艦を敵旗艦に特攻させ壮絶な最期を遂げる。しかし、少し揺るがせた程度でダメージを与えることは出来なかった。
テラー・ムンス
男性、35歳。
エルメッツァ地方領ラッツィオ宙域の司令官、中佐で同宙域の治安責任者。海賊スカーバレルの跳梁を苦々しく思っているように見せかけているが、裏で海賊と結託し私腹を肥やしていた。
オムス中佐とディゴによって不正を暴かれ逃走、エルメッツァ中央のボラーレ近くに身を隠していたところ、ユーリの艦がやってきたので（完全な逆恨みなのだが）意趣返しのつもりで攻撃を仕掛けたところ返り討ちに会い、捕えられて軍司令部に突き出された。
ディゴ・ギャッツェ
男性、52〜62歳。
海賊スカーバレルの構成員だが、その正体はオムス中佐に命じられてスカーバレルに潜入していた工作員。極めて有能な諜報員で、複数の潜入工作を成功させている。傭兵部隊であるトランプ隊とも交戦の経験があるらしく、トランプ隊隊長のププロネンによると、当時は異なる偽名を名乗っており、今の「ディゴ・ギャッツェ」という名も本名であるか怪しいとのこと。
ザッカス中尉とは友人関係にあり、彼が死亡した時はその償いも含めて軍を辞めてユーリの仲間となる。
ザッカス・アグリノス
男性、31〜41歳。
エルメッツァ地方領ラッツィオ宙域軍に所属する軍人、中尉。オムス中佐の命によりスカーバレルへの潜入捜査を行うが、テラー大佐の裏切りによって正体を暴露され、思考を操る薬剤を投与されユーリらに立ちはだかる。実の妹であるティータをも殺そうとするが、トーロに撃たれ死亡。
選択肢によっては急所を外れ、一命を取り留める。その後は首都ツィーズロンドの軍病院にて治療を受け、青年編にてユーリの仲間となる。
ティータ・アグリノス
女性、18〜28歳。
赤い髪にややつり目、時代にかかわらずラフなスタイル。兄はエルメッツァ軍のザッカス・アグリノス。
少女時代はエルメッツァ連邦ラッツィオ星で酒場の看板娘として働いていた。ロウズ自治領で輸送業を営むトーロとは幼馴染で、喧嘩友達。気が強くさばけた性格の少女で運動神経も抜群だが、実は重度のブラコンで兄ザッカスの前では別人のように猫を被る。
スカーバレル海賊団に潜入したまま連絡の途絶えた兄を心配して、ユーリ一行に捜索を依頼し、自身も同行する。ヤッハバッハ帝国の小マゼラン銀河侵攻の際、故郷の仲間に危機を知らせようと戦線離脱、消息不明となる。
その後はチェルシーやトーロらとともにヤッハバッハに抵抗するレジスタンスとなり、かつての監獄惑星ザクロウを拠点として活動、小マゼラン偵察としてユーリがやってくると、それに従って艦隊に合流。ヤッハバッハとの戦いが激化する中、トーロと結婚した。

### カルバライヤ
ナバロフ・ベクタラン
カルバライヤの国家主席、名前のみの登場。アーヴェスト宙域で勝手に国境線を決めた（これによってネージリンスの星がカルバライヤに取り込まれてしまった）ため、アーヴェストの戦いがさらに激化してしまった。
ジョッパ・ジェイ・ジャプス
男性、59歳。通称「JJJ（トリプルジェイ）」。
カルバライヤ軍の提督で階級は大将、アーヴェスト戦役では総司令官として参戦。常に前線に立って戦うことに意義を見出す職業軍人で、謀略を企むデオドラ政治委員とは反りが合わない。
デオドラ・エル・ヴェイン
男性、54歳。
カルバライヤの政治的中枢である人民委員会の政治委員。恰幅のいい老人。軍人の家系に生まれ、軍人教育を叩き込まれてきたため心底からネージリンスを憎んでいる。
アーヴェスト戦役では政治権力を振るって司令官から指揮権を奪おうとするが失敗、独断でネージリンスの秘密兵器がある惑星ナヴァラに衛星モアを落とそうとするがこれも失敗。その後、違法行為があったとして拘束された。
シーバット・イグ・ノーズ
男性、43歳。
カルバライヤ宙域保安局の幹部で階級は二等宙佐。独善的な面はあるが、職務への忠勤は誰もが認めるところ。バリオとウィンネルの上司。
キャロ・ランバースが乗っていた客船の海賊襲撃に端を発するゼーペンストの暗躍を追いかけるが、領主バハシュールとの交渉中に口封じ(または遊び半分)のために殺される。家族と、買ったばかりの家があった。
ズッティ・ガイン・ゲイル
男性、29〜39歳。
カルバライヤ国防軍大尉で、士官学校を優秀な成績で卒業したヤング・エリートでもある。ユーリと面識を得たのはアーヴェスト戦役（存在だけなら、グアッシュ海賊団討伐前に登場している）で、ユーリのような傭兵艦の統括および小規模艦隊指揮官となっていた。JJJ同様デオドラ政治委員の動向に疑念を抱いており、あえて反抗的な言動を用いた。
ヤッハバッハによる小マゼラン制圧後はヤッハバッハ軍内に組み込まれ中佐に昇進、ゼーペンスト領の警備を命じられる。そこで偵察に来たユーリと再会し、あくまでヤッハバッハの士官として戦闘し敗北、敗戦時のカルバライヤの悲惨な状況を吐露しつつヤッハバッハへの備えを訴え、沈み行く艦と運命を共にした。ユーリに自らの艦の敵味方識別装置を土産として残した。
バリオ・ジル・バリオ
男性、29〜39歳。
カルバライヤ宙域保安局員で階級は二等宙尉。軽い性格で女好き。しかし職務については誠実である。グアッシュ海賊団の勢力強化とゼーペンスト自治領の暗躍を食い止めるために活動するが、上司であるシーバット宙佐が殺されて活動権限を失う。しかし保安局を辞めて「単なる一個人」としてゼーペンストに赴き、ユーリの助けもあってキャロ嬢の救助に成功した。
アーヴェスト戦役にてカルバライヤを選ぶとユーリに合流、仲間として共に戦うこととなる。
ウィンネル・デア・デイン
男性、28歳。
カルバライヤ宙域保安局員で階級は三等宙尉。生真面目かつ融通の利かない性格で、バリオからも心配されるほどネージリンス人を激しく敵視している。これは、ネージリンスとの友好を願って合同事業を興したもののネージリンス側の裏切りによって破綻し自殺した父が深く関係している。ネージリンス人を「卑劣で狡猾で油断ならない」と言い切っている。
その後、アーヴェスト戦役に際しては軍への配置転換を願い出て軍属となり、傭兵として参戦したユーリの艦にお目付け役兼アルカンシエル計画調査役として乗艦、職務への忠実さを超えて捕虜を虐待するなど、ユーリたちを呆れさせる言動を繰り返した。
しかしモアのナヴァラ落としを知って翻意。バリオと協力してネージリンス人を守るために活躍、死亡する。
ロブズ・ザン・バジヤ
男性、36歳。
青年編より登場。元カルバライヤ軍人で艦船の操舵手を務めていた。ヤッハバッハに制圧されたカルバライヤを守るためにレジスタンスを続けていたが、賞金稼ぎのバランガに捕らえられ惑星ゼーペンストに収監されていた。後にユーリによって救出され、以降ともに戦うことになる。

### ネージリンス
フュリアス・マッセフ
男性、51歳。
アーヴェスト戦役におけるネージリンス側の総司令官で、階級は中将。本来はネージリンス航宙軍主力艦隊司令官。司令官としては有能なものの老いによる衰えは隠しようもなく、レイピル・オリスンの専横を許した。
レイピル・オリスン
男性、44歳。
ネージリンス統合作戦本部長、階級は中佐。
不文律となっている「戦いの決着は宇宙でつけ、地上の人々に迷惑はかけない」という宇宙に住む者たちのルールを、「どの法律にも明文化されていない」ので守る義務はないと強弁する。惑星ナヴァラに大規模長射程レーザー（アルカンシエル）を建造し、それを隠蔽するため惑星に国民を移住させた（カルバライヤからの攻撃に対し「人間の盾」として使う意図もあったとされる）。
結果として惑星ナヴァラは崩壊同然となったものの、自分に非があることを一切認めず「カルバライヤの卑劣な攻撃によって民間人に多数の被害者が出た」と責任回避している。
ワレンプス・パルパトール
男性、39〜49歳。
ネージリンス宇宙軍大佐、空母「グランティノ」艦長。キャロ・ランバースがゼーペスト自治領にさらわれた事件のネージリンス側担当者で、カルバライヤとの講和を望んでいるが「自分の望みはかなったことがない」と諦めかけている。
ネージリンスがヤッハバッハの版図に組み込まれても軍に残り、宙域の警備などを務めていた。
偵察にやってきたユーリとは「ヤッハバッハの士官」として本気で戦い、敗れる。死の直前、戦争に負ける辛さ悲しさをユーリに諭した。
エルイット・レーフ
男性、28〜38歳。
ネージリンス軍の技術士官で、アーヴェスト戦役の際には監察官としてユーリの艦に乗艦。アルカンシエルについてもある程度の情報を得ていた。エリートエンジニアを自称して憚らない自信家だが、臆病で優柔不断な一面もある。ミューラに気があったが、告白できずにいた。
アーヴェスト戦役後もユーリの部下として働く。
ミューラ・タリエイジ
女性、24〜34歳。
ネージリンス軍の技術士官でナヴァラ基地の事務官、アルカンシエルのオペレーターも兼務。目が覚めるような美貌の持ち主で、彼女の前線勤務が決定した時に多数の男性が泣いた。出会って当初は徹底して事務的な態度のため冷たい印象だが、実際は責任感の強い性格の持ち主。
ナヴァラに落ちようとするモアを破壊するためエルイットに協力、その縁でユーリの仲間となった。
ジェイディ・ワイラ
男性、28〜38歳。
ネージリンスの技術士官でアルカンシエル計画にも関与。資材を運んでいたがユーリの艦に拿捕される。ウィンネルに虐待されるがユーリに制止され、それが縁となって後に仲間となる。
フェロム・ラットー
男性、28歳。
ヤッハバッハに制圧されたネージリンスの元軍人にして艦載機のパイロットで、小マゼラン随一とも称される腕前を持つトップエース。祖国回復のためにレジスタンス活動を展開していたが、賞金稼ぎのバランガに捕まり幽閉されていた。後にユーリに助けられ、共に戦うようになる。
セグェン・ランバース
男性、68歳。
ネージリンス最大の造船企業セグェン・グラスチの会長で、キャロの祖父。
一代で現在の地位を築き上げた企業家。
基本的には善人だが、会社の利益を守るためにはあらゆる手段を用い、ヤッハバッハ侵攻の際には彼らに取り入るために副総督のトラッパに孫娘のキャロを愛人兼人質として差し出した。
ネージリンスルートでのその後の消息は不明。キャロが青年編で敵となるカルバライヤルートでは、トラッパ失脚後にヤッハバッハ軍人として台頭した彼女に殺害されたことが示唆されている。
キャロ・ランバース
女性、15〜25歳。
ネージリンス最大の造船企業セグェン・グラスチの会長セグェン・ランバースの孫娘で、いつも赤い服を着ている。ややつり目だが愛らしい女性。
わがままで元気一杯、非常に活動的だが、宇宙放射線を防ぐRPホルモンが先天的に欠乏しているため定期的な薬物投与が必要で、長期間の宇宙旅行は生命にかかわる。
ゼーペンスト自治領の領主バハシュールに囚われたところをユーリに助けられた事が縁で一時期的に一行に同行するが、病状が悪化したため実家へ帰された。
対等な立場で自分に接するユーリに好意を抱き、一行を離れる際にはユーリに「後で必ず迎えに行く」という約束をさせた。ヤッハバッハ帝国の小マゼラン銀河侵攻の後、消息不明に。
10年後（青年編）での容姿、性格は選択肢によって大きく変わる。
通常の選択ではセグェン・ランバースによってヤッハバッハに提供され、トラッパの愛人となる。陰鬱として楽しめない日々を送り、快活な雰囲気は無くなっていた。その後小マゼランに偵察にやってきたユーリによって「あの時の約束」を果たす形で乗船を求められ、再び宇宙へ。誰よりもユーリと親しくするチェルシーに嫉妬するものの、普通のクルーとして最後までユーリにつき従う。
他方、キャロを避けるような選択を続けることによって、ユーリが「自分を見捨てて大マゼランに逃げた」と考えるようになり、ユーリを憎むあまりヤッハバッハの指揮官となるルートに進む。この場合はライオスの副官的な立ち位置となり、化粧も濃く衣装も煽情的なものとなり、口調も汚く（設定資料集では「毒婦」と表現されている）、事あるごとにユーリの前に立ちはだかることとなる。皇帝への奇襲をかけるユーリへの壁の一つとなり、ロエンローグと刺し違える形で戦死する。
なお、このルートは死に際の言葉が「どちくしょう！」であることから、「どちくしょうルート」とも呼ばれる。
トゥキタ・ガリクソン
男性56〜66歳。
ランバース家の執事で、セグェン・ランバースの腹心。キャロに仕えることを職務としており、ユーリがゼーペンスト自治領に乗り込む際にはその艦に同乗した。
経理のみならず操艦にも優れるなど、並の0Gドッグよりよほど優秀。
ファルネリ・ネルネ
女性、27〜37歳。
セグェン・グラスチの秘書室長でゼーペンスト自治領に連れ去られたキャロを救出する人材を求める広告を出していた。広告に応じて立候補したユーリを若輩と侮って却下する。その後、単独でゼーペンスト自治領に挑むユーリの艦に乗艦して補佐をする。後にヤッハバッハの指揮官となったキャロを止めてくれるよう依頼、そのままユーリの配下となる。
経理のみならずレーダー操作に通じ、さらには調理もこなすなど、多才な女性。
命名は菓子のねるねるねるねに由来する。

### 銀河連邦
ヴァナード・バライアン
男性、58歳。
大マゼラン銀河連邦大統領。
銀河連邦加盟国間の対立に悩まされながら、常に平和への道を模索している。
ただの理想家ではなく、特務機関ENRに命じいずれ自身の目指す平和のために利用する日に備え、ユーリを監視させているという強かさも持つ。
バイロン・レネース
男性、42歳。
銀河連邦大統領直属の特務機関ENRの長官。
ヴァナード大統領の命を受け、いずれ来る日に備えてユーリを監視している。
トトロスの上官。
ノーレッジ・ワイマー
男性、46歳。
銀河連邦の政治家にして星間議院の長、アイルラーゼン出身。理念を尊重しつつも現実を見据えて現状を変えようとする有能な政治家で、三寸の舌で戦乱の業火も鎮めてみせると豪語する。
トトロス・ベーレ
男性、28歳。
ユーリらと共に銀河連邦の収容惑星ラーラウスに収容されていた軽いノリの青年。ロンディバルトのタイロス星出身。
ユーリに取り入って取り巻きの1人になるが、正体は銀河連邦特務機関ENRの工作員で、ユーリの直接監視が任務だった。
当初はあくまで任務としてユーリに付き従っていたが、やがて彼の人柄に惚れ込んで正体が発覚した後もユーリの下に留まった。
軽薄そうな男を装っているが、本来のトトロスは実直な軍人である。
実は後述のアイドル「グミ・シスターズ」の大ファンで、関連グッズを買い漁っているという一面もある。
デクレマン・ユーキス
男性、52歳。
銀河連邦の強硬派組織「オーダーズ」の長。ヤッハバッハの脅威に対し、大マゼランを力で統一して当たるべしという理念で軍を動かす。ハイヴァルトの戦いで本拠地であるボア・トーラスまで踏み込まれ、防衛戦の指揮を執るも敗北。ユーリに「大マゼランを守るには力でなければならない。その役目はお前（ユーリ）がやれ」と遺言した。
ドートス・バラゴー
男性、49歳。
オーダーズの艦隊司令官で、ハイヴァルトの戦いにてアイルラーゼンと対峙した。敗北後はロンディバルト軍に吸収され、クォバス提督の配下に置かれる。
皇帝艦への奇襲と連動したジブラルタル攻防戦にて戦死。
キエラ・キエタ
男性、38歳。
オーダーズの一部隊を率いる指揮官で、デクレマンの熱心な信奉者。アイルラーゼンに敗走した艦隊の一部を率いて惑星ガーレンに立てこもる。その後、ユーリによる討伐を受けて戦死。選択肢によっては配下となる（ただし、ユーリを殺したくなったらいつでも刃を向けていいという条件で）。

### アイルラーゼン
ルフトヴァイス・ザクスン
男性、57歳。
アイルラーゼン軍の総司令官で階級は中将。戦術家としては平凡な能力しかないが、戦略家・状況調整者としては極めて有能。対ヤッハバッハ戦略を打ち出そうとしない銀河連邦に業を煮やし、アイルラーゼン独自にユーリと接触し、客将として招聘した。その後、戦況の推移とともに、大マゼラン連合艦隊の総司令官となった。
ロエンローグ卿
男性、34歳。髪は薄紫色で腰まで伸びるほど長い。
アイルラーゼン共和国近衛艦隊総司令官。生物学上、雄に分類される物には興味はないはずだったが、青年編でのユーリにとっては良き戦友となる。
この上ない美貌の持ち主で、レンミッターの宇宙港には常にロエンローグのファンが待機しており、彼を見つけるや集まってきてサインや握手を求めている。
「ロエンローグ卿」とは近衛艦隊総司令官に与えられるかつての戦争の英雄に因んだ称号で、本名はハルト。
若くして近衛艦隊総司令官となった稀代の戦術家だが、生活力皆無、趣味は合コンという一面も持つ。
また自身の乗る軍艦には独特の思い入れがあり、乗艦が大破して修理不能と知らされた際には、大泣きした。
副官のネスとは士官学校時代からの腐れ縁で、想いを寄せているが存命中にそれを素直に伝える事は出来なかった。
ヤッハバッハ艦隊との決戦においてユーリと共に生き残り、オーバーロードとの最終決戦に向かう。ルートによってはヤッハバッハとの戦いでキャロと刺し違えて戦死。旗艦はバロンズィウス、後にアーマズィウス。
ネス・バーズラウ
女性、29歳。髪はセミロングの金髪。ビジュアル上は作中随一の巨乳。
アイルラーゼン共和国近衛艦隊総司令官ロエンローグ卿の副官。
実務能力の高い優秀な軍人だが、私生活でだらしないロエンローグの世話も焼いている。
ロエンローグとは士官学校時代からの腐れ縁で、たまに本名で呼ぶ事がある。彼に想いを寄せているが存命中にそれを素直に伝える事は出来なかった。
最後までロエンローグにつき従い、オーバーロードとの決戦（テラ近郊の戦い）にも参加する（ルートによってはヤッハバッハ艦隊との決戦において、ロエンローグと共に戦死）。
プラメール・バムンゼン
女性、31歳。目つき鋭く、腰までありそうな緑の髪をポニーテールにしている。
アイルラーゼンの指揮官の一人で大佐、勇猛な提督でもある。ユーリと轡を並べて戦ううちに彼に共感するようになり、対アッドゥーラ戦ではユーリの配下として参戦した。
青年編のオズロッソルートでズィー・アールの発射を阻止出来なかった場合、戦死してしまうこととなる。
ファラゴ・バストリカ
男性、37歳。アイルラーゼン少将。主力艦隊を率いる提督の一人であり、大胆な指揮ぶりと的確な砲撃指示には定評がある。
ダンタール・シュナイツアー
男性、30歳。バーゼル・シュナイツァーの弟。
空間機甲艦隊所属、アイルラーゼン共和国軍中佐。青年編のユーリより年上なのだが、いつも敬語で接する礼儀正しい人物。
勝利の見込みが万に一つも無いと判断するや、バーゼルの時と同様に自艦隊を犠牲にして人為的にスターバースト現象を発生させ、ヤッハバッハ艦隊の進軍を押し止めた。自身も巻き込まれて死亡。旗艦はシュテムナイツ/D。
バーゼル・シュナイツァー
男性、28歳。
アイルラーゼン共和国軍近衛艦隊大佐、ダンタールの兄。
実直な軍人で、ヤッハバッハ帝国が小マゼラン銀河へ侵攻した際に救援に駆け付けた。
勝利の見込みが万に一つも無いと判断するや、恒星に打ち込む事で人為的にスターバースト現象を発生させるエクサレーザーを赤色超巨星ヴァナージに使用、自艦隊共々ヤッハバッハ艦隊の多くを消失させ、大マゼランへの進軍を押し止めた。自身も死亡。
弟であるダンタールより年齢が下なのは、少年編のみに登場（ダンタールは青年編）し、そのまま死亡しているため。

### ネスカージャ
アグリス・バゼゼ
男性、27歳。
ネスカージャの若き大統領。大国のエゴに振り回され資源収奪に苦しむ祖国を変えようと奔走、今のネスカージャができる範囲で他国をコントロールしようと画策した。軍人上がりなので艦隊指揮官としても卓越した能力を持ち、有事の際にはネスカージャ政府軍の司令官としても指揮を執る。
反乱軍鎮圧の後、反体制派のテロによって死亡。しかし、実際にはアグリスの指導力に危機感を抱いた他国の工作員によって殺されたと考えられる。暗殺の犯人については明確に設定されていないが、高い確率でアイルラーゼン（の諜報機関）の犯行だとされる
オボズ・オボ
男性、34歳。
ネスカージャ反乱軍のリーダーで、国を建てなおそうという野心に燃えた指導者。国のために他国を完全に追い出そうとする攘夷思想者で、そのためにアイルラーゼン（ユーリ）とアッドゥーラ（技術）の支援を受けていた。白兵戦能力に優れ、反政府軍の兵士たちから英雄視されるほどの実力者だが、政治に疎い理想主義者である点をアグリスから問題視されていた。
政権打倒後は大統領に就任するが、アグリスに危惧されていた通りアッドゥーラとロンディバルトの軍事的圧力に屈し、今までと変わらない貧困生活を国民に強いることになってしまった。
ジジ・レベルル
男性、32歳。
オボズ・オボの副官で内政を得意とする。アイルラーゼンへの留学経験があり、政治や権謀術数に疎いオボズを補佐する。
何らかの思惑があって反政府軍に与しているととれる言動がある。
チェグラマ・ジズン
男性、41歳。
アグリスの補佐官。ロンディバルトへの留学経験があり、豊富な経験と知識で大統領をサポートする。
アグリス死亡後は臨時に大統領となるが、アグリスほどの功績をあげることはできなかった。

### ジーマ・エミュ
フー・リー
女性、72歳。
ジーマ・エミュの女王。
他種族にかかわらず、鎖国に近い中立を維持してきたが、種族としての生命力低下による人口減少を感じ取っており、変革の必要性を認めユーリらに協力した。
デュー・ルー
男性、49歳。ジーマ・エミュの将軍。
女王フー・リーの施策に従い、鎖国に近い中立とした国内の警備を行ってきたが、ヤッハバッハ来襲迫るの情報を得て中立を標榜するのみでは国を保てないと判断、反旗を翻し女王を軟禁、独断でロンディバルトを支持する。ユーリ率いるアイルラーゼン艦隊との戦いでは、ニューロ・オペレーティング・システムを用いた有機的艦隊運用戦術で応戦し、何度倒されても予備の肉体として用意した自身のクローンに意識を移し変えることで復活して大いに苦戦させた。最期はクローンによる復活術を逆手に取られて死亡する。なお、彼と戦うことになるジーマ・エミュルートは、NOS統合指揮システムによる強力な補正を受けた敵艦隊との連戦、即ゲームオーバーに繋がる選択肢の存在など、本作屈指の難易度を誇る。
ヴィー・ウィー
男性、50歳。
デュー・ルー派の将校だったが、将軍の敗北を知って帰順、観戦武官としてユーリの幕下に加わる（ダンタールいわく、人質のようなもの）。
ギー・ジー
男性、23歳。
フー・リー女王の側近で、若き技術士官。幽閉された女王の命を受けて国を脱出、アイルラーゼン（ユーリ）にデュー・ルー討伐を求める。
一般のジーマ・エミュ人と同じくQAMによって言葉に寄らない思考交流を行っていたが、自艦が大破したためQAMから切り離され、他者と意識交流できない状態に陥り錯乱する。しかしチェルシーに抱きしめられて心を落ち着かせ、言葉による交流を学んでいく。
デュー・ルー討伐後も人間を勉強するため自発的にユーリの艦に残った。

### エンデミオン
エルルナーヤ235世
男性、53歳。
エンデミオン大公国の第235代大公。
経済政策の失敗で傾いていた大公国の権威を維持するため、対ヤッハバッハでは連邦議院（ロンディバルト）を支持するが、それによってアイルラーゼンによる侵攻を招き、首都星攻防戦のさなかに降伏した。
息子二人は色黒で体格も良いが、大公は色白で痩せている。
アデルファ・エルルナーヤ
男性、26歳。
エンデミオンの第二王子で全軍の司令官。明朗快活、果断な将器の持ち主。防衛戦に通じ、長期にわたって戦線を維持する才に長ける。また、劣勢であっても勝負を捨てない勇敢さを持ち、旗艦が大ダメージを受けても一歩も引かない姿勢を見せた（父であるエルルナーヤ大公が降服宣言したことで、矛先を収めた）。その後、政治的駆け引きの結果としてユーリの配下となる（人質に近い立場）。
トリトロ・エルルナーヤ
男性、29歳。
エンデミオンの第一王子にして、直属の遊撃艦隊を率いる指揮官。格闘術に長じた白兵戦の名手で、自らも部下を率いて敵の返り血に塗れることから「ブラッディ・ハイネス（血まみれ王子）」の異名を持つ。艦隊戦・白兵戦共にトリッキーな奇襲戦術を好み、機動力とステルス性を強化した艦艇で揃えられた彼の艦隊は奇襲・強襲からの一撃離脱戦法を得意とする。王族とは思えないほど荒っぽく粗野な性格で素行も悪く、直属の臣下や弟アデルファなど一部を除いて概ね軽んじられているが、同時に戦場での武名も恐れられており、表立って批判する者は少ない。少々聞き取りにくい怪しい口調を用いる（本人曰く「エンデミオンの田舎出身の乳母の訛りがうつった影響」とのこと）が「粗にして野だが卑にあらず」の典型で、ユーリに敗れ捕虜となってなお王子としての誇りを捨てなかった。ルートによっては王族としての最後の誇りと弟を救う時間を稼ぐため、ユーリたちに敢えて不利な正面戦闘を挑んで敗死する。
シターエラ・ニニット
女性、32歳。
エンデミオン哨戒艦隊の指揮官。ウォロス星攻防戦でユーリに敗北（それ以外のルートではその勇猛さを伝え聞いて）、配下になりたいと願っていた。ハイヴァルトの戦いで一時的に配下となり、のちに観戦武官として正式にユーリの下で働くようになる。
マチス・バーロン
男性、27歳。
エンデミオン中央軍所属の中尉。ファラゴ少将指揮下にいたが、アンダルシア宙域に侵攻してきたメイヨー艦隊の前に敗北、乗艦を撃破され逃げ込んだ惑星ペガッサに取り残されていた。防衛艦隊を撃破しつつやってきたユーリに救助され、その下で働くこととなる。
ザバス・ザンブルグ
男性、65歳。
エンデミオン随一の造船会社「オズロッソ財団」の総帥で、大マゼラン銀河のあらゆる機械技術に長じる優れた技術者。エンデミオンでは伯爵であり、国主エルルナーヤからの信頼も厚かった。「国ではなく技術に準じる」と評される危険人物で、自身の開発した技術が有効利用されることだけを考えており、それにそぐわない存在は平気で切り捨てる。
斜陽であったエンデミオンから連邦最大勢力のロンディバルトへ鞍替え、そのロンディバルトがアイルラーゼンに敗北するとヤッハバッハに技術を持ち込もうとするが、ユーリの追撃を受け死亡した。
ジルバ・ザンブルグ
男性、41歳。
ザバスが妾に産ませた子。オズロッソ財団のCEOだが、父サバスの傀儡同然で実権はない。臆病かつ優柔不断な性格で、父の覇気も能力も受け継がなかったが、部下の心情を慮る優しさを持っており、配下を切り捨ててヤッハバッハに逃げ込もうとする父に堪忍袋の緒が切れて殺害、追撃してきたユーリに投降、のちに配下となった。
何かとマイナス思考な言動が目立ち、発言に「しかし…」とつくことが非常に多い。

### ロンディバルト
クォバス・ノルトレン
男性、60歳。
ロンディバルト連邦軍総司令官。
昼行灯を装っているが実は有能な人物で、連邦議長が自身による独裁体制確立を目論んで起こしたクーデターを見事に鎮圧した。
自身が英雄たりえるだけの力量も器量もないことも承知しながらも、英雄が変革した後の世界を支えるのは自分たち凡人だと語っている。
グール・レッケンダス
男性、38歳。
ロンディバルトの艦隊司令官でオーダーズとも関係が深かった。収容所惑星ベリアーテでかつての仲間を救出したユーリを捕縛しようと艦隊を動かすが、同様に動いていたアイルラーゼンのダンタールに手柄を奪われてしまう。
その後、オーダーズ解体とともに職務を解かれ、ロンディバルトからの観戦武官としてユーリのもとへ出向する。
エーテルメ・トゥース
男性、46歳。
ロンディバルト辺境警備を司る艦隊司令官。小マゼランへ通じるゲートを監視する役目を担っていたが、ライオスの詭計によって敗北に追い込まれた。
ヴィエラ・ホールトン
男性、34歳。
クォバス提督の副官で、極めて有能。普段は惑星オズの前線司令部に詰めている。

### ネージリッド
クーン・フィルチ
男性、59歳。メルエリエラの父。
ネージリッドの首相。
フィルチ家はネージリッド王族である。
軍事大国であるアイルラーゼン共和国と友好を保つなど、非常に有能な政治家で国民からの支持も厚い。
しかし28歳にもなる娘に対しては過保護気味で、特に男関係の話となると理性を失う事もある、憎めないお父さん。娘可愛さに新型艦載機「ペルメオス」の設計図をくれたりする。
メルエリエラ・フィルチ
女性、28歳。クーンの娘。
ネージリッド航宙軍元帥。
フィルチ家は王族なので、通常は「メルエリエラ姫」と呼ばれている。
元帥ではあるが実際に軍を指揮する訳ではなく、士気高揚のためのお飾りである。
それが王女である自分の国家国民に対する責務であると思っている。
選択によっては観戦武官としてユーリの配下に加わる。女としてユーリに恋慕の情を抱いている様子を見せるが、告白などはされずに終わっている。
イエナン・シェリフ
男性、52歳。
忠誠心厚いネージリッドの軍人で艦長としての才能にあふれる（ただし、スキルなどは持たない）。のちにネージリッドの観戦武官としてユーリの配下に加わる。メルエリエラと二者択一。
トカシン・ナチャネラ
男性、31歳。
ネージリッドでも最高の技量をもつパイロットで、その腕はフェロム・ラットーにも引けを取らない。後進の育成にも熱心で、若手パイロットとの会話イベントも多い。
マーマ・ソユー
女性、24歳。
ネージリッド国防大学を優秀な成績で卒業した、将来有望なパイロット。ユーリが認める「美人」であり、「長期間の宇宙行動には潤いが必要」というロエンローグのお声がかりによりユーリのもとへ配属となった。

### アッドゥーラ
ブラフシェラ
男性、6,000歳以上。卵型の浮遊する乗り物の中に納まって、生命維持装置に繋がれている。
アッドゥーラ教国の教皇。
オーバーロードに創造された「追跡者」。対応する「観測者」は不明だが、戦死して既にこの世にはいない。
人類が始祖移民船で宇宙を旅していた時代から生きており、大マゼラン銀河に初めて到達した人間の1人である。
「広く人が満ちたらこの宇宙を処分する」というオーバーロードの意思を知り、何とか滅亡を阻止しようと思案した。
結果、「人は大地にあるべし」を教義とする宗教をでっち上げて流布させ、人々が宇宙に散らばるのを防いだ。
しかしその教義はやがて人々の反発を招き、大マゼラン銀河をいくつもの勢力に分裂させてしまった。
自分の元を訪れたガーランド、ヴァランタイン、ユーリに、宇宙の真実を教えた。
オーバーロードによる遺失技術を覚えているらしく、エクストラモードでは仲間にできるうえに科学のステータスが非常に高い（マッドサイエンティスト レベル5のスキルも保有している）。
エルダータ枢機卿
男性、37歳。
アッドゥーラ艦隊指揮官で枢機卿序列1位。近衛的な役を得て首都であるムスカールを守るためにウルヤルに艦隊を駐留させている。
教皇より多大な知識を与えられており、「観測者」「追跡者」の存在についても承知していた。後に教皇の命を受けてグランヘイムのワープシステム強化のパーツをメリルガルドに届けた。その後ユーリに合流しオーバーロードと戦うこととなる。
カラバズィ枢機卿
男性、43歳。
アッドゥーラ艦隊指揮官で枢機卿序列2位。銀河連邦との境界線である「ウォルフライエ・ライン」を守護しており、アイルラーゼンとの戦いでは先鋒となった。
この戦いで捕らえられ捕虜となる。その後帰還を許され、さらに後オーバーロードとの戦いに参加する。
シッダータ枢機卿
男性、51歳。
アッドゥーラ艦隊指揮官で枢機卿序列3位。人工惑星バウスナイアを拠点として通常宙域を守護する。
ジンと呼ばれる小型攻撃衛星を用いて奇襲をかけることを得意とするが、本拠地バウスナイアまで侵攻され、敗れて捕虜となる。その後帰還を許され、さらにその後オーバーロードとの戦いに参加する。
ナハシッタ枢機卿
男性、36歳。
アッドゥーラ艦隊指揮官で枢機卿序列4位。惑星スラディを拠点としてスターバースト影響宙域を守護する。
指揮する艦艇数は少ないが、レーダーが効かなくなるスターバースト宙域の影響を利用して奇襲をかけることを得意とする。しかし本拠地まで侵攻され、武運拙く捕虜となる。その後帰還を許され、さらにその後オーバーロードとの戦いに参加する。

### ヤッハバッハ
ガーランド・フェルベベス・クゥム・ヤッハバッハ
男性、48歳。大柄なヤッハバッハ人の中でも特に際立って筋骨隆々とした巨漢。
ヤッハバッハ帝国第117代皇帝。
オーバーロードによって創造された「観測者」で、対応する「追跡者」は大海賊ヴァランタイン。
少年の頃の武者修行中に訪れたアッドゥーラ教国で、ブラフシェラ教皇から自身が「観測者」である事を知らされ、以降オーバーロードに対抗する準備を進めてきた。
宇宙の征服者、侵略者として見られているが、真の目的は全てのボイドゲートを制圧してオーバーロードによるこの宇宙への介入を阻止する事である。
力による宇宙統一がオーバーロードに対抗しうる唯一の手段だと信じており、協調による抵抗を主張するユーリやギリアスの説得にも耳を貸そうとしなかった。
しかし団結した大マゼラン銀河勢力との決戦で敗れた事から主義を曲げ、ユーリらへの協力を承知する。
大マゼラン銀河勢力と共にこの宇宙におけるオーバーロードの本拠地である天の川銀河ソル星系へ侵攻した際、待ち受けていたオーバーロード艦隊と戦う。
マスターゲートにエネルギーを供給するダイソン・スフィアに特攻を仕掛け、死亡。それがマスターゲートの機能停止に繋がり、オーバーロードとの戦いはユーリ達の勝利に終わった。
ギリアス・アルデデラ・リィム・ヤッハバッハ
男性、16〜26歳。
ヤッハバッハ第12皇子。少年編では名を上げるため「ギリアスという一人の男」として（実力もわきまえず）強者（「無慈悲な夜の女王」サマラや「宇宙一の大海賊」ヴァランタインも含む）にケンカを売っては撃退されるという狂犬のような0Gドッグだった。しかし本人にとっては次期皇太子となるための武者修行の一環であり、無茶な行動であるとの認識は一切なかった。
サマラなどに撃沈されかかっていた時にユーリに助けられた（ギリアスいわく「邪魔をした」）ことが縁でともに旅をするようになるが、ユーリがマゼラニック・ストリームから大マゼランに向かおうとしないのを「臆病風に吹かれた」と考えて激怒、大ゲンカの末に別れた。
青年編では皇太子に選ばれ、名実ともに皇帝の後継者となっていた。父の命を受けて小マゼラン経由で大マゼラン攻略の指揮を執るが、ユーリらに阻まれて侵攻は難航、その後オーバーロードの存在を知り、人間同士で戦う愚を悟って父である皇帝を説得しようとするが失敗に終わる。
父帝がユーリに敗れ講和を模索するようになると、その全権大使として大マゼランに赴く。まさにその瞬間からオーバーロードによる宇宙破壊が始まり、それを食い止めるためにユーリ、父帝、ヴァランタインなどとともにテラ近傍の「真のボイドゲート」破壊作戦に赴く。
作戦成功後はテラに降り立った乗組員たちのリーダーとなった。
なお、少年編で彼がチェルシーに言ったプロポーズの言葉「俺の子を産んでくれ」は、ヤッハバッハではごく普通の求婚の台詞であり、ギリアスが特別非常識なわけではない。
ライオス・フェムド・ヘムレオン
男性、26〜36歳。髪は長い金髪。体にフィットした繋ぎ服に紋章入りの前掛けという、ヤッハバッハ軍の特徴的な服装をしている。
小マゼラン銀河に侵攻するヤッハバッハ帝国の先遣艦隊総司令官。
元はかつて別の銀河に存在した国家ヘムレオンの王子であり、友好国（宗主国）リベリアの王女トスカの許婚だったが、属国の王子として影で侮辱を受け続けたことが遠因となり、ヤッハバッハ帝国が侵攻して来た際に両国を売り渡し、滅亡させた。
ヤッハバッハ帝国内では被征服民族という立場だが、実力主義の帝国軍の中で出世し一軍の将となった。
しかし純粋なヤッハバッハ人の将兵の中には、彼を疎んでいる者も少なくない。
小マゼラン銀河へ侵攻した際、侵攻を阻もうとするトスカと再会して対決し、彼女を殺害した。
アイルラーゼンとの戦いで戦力を失った責任を問われ、後方の資源惑星の行政官に左遷されるも、トラッパのゲートラッパ化を期に再び艦隊司令官に返り咲いた。
大マゼラン銀河勢力との決戦において、ユーリ率いる艦隊と戦って敗れ、特攻を試みるも一斉射撃を受け死亡。
彼との戦闘では本作の主題歌がBGMとして流れる。
トラッパ・ウォン・デデストア
男性、28〜38歳。
小マゼラン制圧任務を帯びた先遣艦隊の司令官ライオスの副官。生粋のヤッハバッハ人であり、被征服民族出身であるライオスを軽んじていた。
ライオス失脚後は制圧なった小マゼランの副総督に就任し、エピタフ捜索や人造エピタフ製作などのために一般市民を酷使する事で、非征服民の慰撫を意図するジンギィ総督の苦労を台無しにし続けてきた。ムーレアにある「トラッパ研究機関」が襲撃を受けた時、偶然から人造エピタフを作動させてしまい、デッドゲートと融合、通称「ゲートラッパ」となって宇宙を彷徨う存在となってしまう。
ゲートラッパになってからはワープを繰り返して無差別な攻撃を行い、ユーリの機転によってデッドゲートと切り離されて死亡した（ととれる描写がある）。
ジンギィ・ララス・ゼゼン
男性、52歳。
ヤッハバッハ帝国小マゼラン総督府の総督。
数々の銀河の総督を歴任してきたベテランで、わずか10年で小マゼラン銀河をほぼ帝国の支配下に置いた。
善政を敷く事で知られており、イネスを人民監督官に採用したのも彼である。
皇帝が大マゼラン勢力に敗れた時、すかさず大マゼランとの講和を提案し、皇帝の翻意を促すなど、人民の安寧を第一に考えて行動している。
ユズルハ・ヴィス・マイヤン
女性、33歳。ガラハの娘。
ヤッハバッハ帝国の艦隊司令官。
帝国でも有数の名家の出身だが、家名に頼る事なく実力で現在の地位を勝ち取った女傑。
5万隻の艦艇を指揮する優秀な提督だが、いささか攻撃的で激しやすく、冷静さに欠ける一面もあり、副官のメイヨー・メタに諫められる場面もある。
密かに想いを寄せていたメイヨーがユーリらとの戦いで戦死した事で激昂し、自ら先陣を駆ってロンディバルト艦隊に攻撃を仕掛けるも、救援に駆け付けたユーリ艦隊を前に冷静さを失って敗れる。それでも尚退かず攻撃を続行しようとしたが、ブリッジに直撃したビームに吹き飛ばされて死亡した。
メイヨー・メタ
男性、30歳。
ヤッハバッハ軍少尉、ユズルハの副官。冷静かつ堅実な判断力の持ち主だが押しが弱く、ユズルハとは対照的な性質。
ヤッハバッハによって征服されたドーマ人であり、有能であれば出自を問わず重用するというヤッハバッハの方針を象徴する人物の一人。
長年ユズルハに恋心を抱いていたが、被征服民族であることと階級に差がありすぎることから言い出せずにいた。ユズルハに釣り合う存在になるためにギリアスから艦隊を借り受け、侵攻先の防衛艦隊には勝利したが、ユーリ艦隊との戦いではウォルの策略で壊乱に追い込まれてしまう。せめてユーリだけは仕留めようと、少数の手勢だけで尚も攻撃を続行するも、敗れて討ち取られるという最期を迎えた。
ガラハ・ヴィダ・マイヤン
男性、75歳。ユズルハの父。
ヤッハバッハ最強の艦隊を率いる提督。
軍事に関してガーランドの相談役を務めているほどの名将。娘（ユズルハ）には甘い面もあるが、軍人として娘の弱みを叱責する厳しさも併せ持つ。オーバーロードとの戦いでは最後まで皇帝につき従い、ともに戦死（ととれる描写がある）。
ルチア・バーミントン
女性27〜37歳。
ツィーズロンド科学アカデミーの主任で、外宇宙へ向けたエピタフ調査船の船長だったが、途上でヤッハバッハ先遣艦隊と遭遇し捕らえられ、そのままライオスの副官となる。
腐敗と内紛による衰退の最中にあった祖国エルメッツァへの忠誠心は無いに等しく、彼女自身エルメッツァの命数は尽きていると考えていた。
毒婦バージョンのキャロが登場した場合、青年編には登場しない。
オライア・F・Z・ヤッハバッハ
男性、20歳。
執拗にギリアスの命を狙う、鋭い目付きの大柄な0Gドッグ。その正体はヤッハバッハの第4皇子であり、ギリアスと同じ皇太子候補。
男なのに濃い化粧をし、オネェ言葉で相手の意表をつくが、剣の腕前や艦長としての技量は確か。「皇位継承のライバル」であるギリアスを消そうと暗躍するが、ユーリとギリアスの連携の前に敗れ去った。

### 宇宙海賊
ヴァランタイン
声 - 銀河万丈
男性、33〜43歳。
0Gドッグの誰もが憧れ、そして恐れる、名実ともに宇宙一の大海賊。大小マゼラン銀河を通じてトップクラスの性能を誇る戦艦「グランヘイム」を駆る。その冷酷無比な仕事ぶりは「通った後にはコイン1枚残らない」と言われる。
通常のゲートは使わず、グランヘイム内蔵のワープ機構で移動する。
エピタフの謎を追っており、度々ユーリの前に立ち塞がる。その一方でユーリには興味を抱いているらしく、ユーリ（発案イネス）の罠にわざと乗ったりヤッハバッハとの戦いでは支援攻撃を行ったりしている。
その正体はオーバーロードによって存在を確定された「追跡者」で、対となる「観測者」はヤッハバッハ皇帝ガーランド。ガーランド同様オーバーロードから宇宙を守る方法を模索しており、「宇宙のどこかにある『真のボイドゲート』を破壊すること」という結論に至った。
オーバーロードとの最後の戦いでは、背後から迫る敵を食い止めるためあえて艦を反転させ、味方の盾となり、防衛には成功するものの艦は撃沈された（生死は不明）。
サマラ・ク・スィー
声 - 榊原良子
女性、26〜36歳。
「無慈悲な夜の女王」と渾名される大海賊。その行動は冷徹で残忍。
10代のトスカと組んで「仕事」をしたこともあり、当時のトスカを男の子と思い込んで本気で口説くという「恥ずかしい過去」をもっている。そのため、トスカからの要請は拒否できないでいる。
ヤッハバッハの小マゼラン侵攻に際し、ユーリとともに奮戦、巨大恒星ヴァナージのスターバーストに巻き込まれかけるも離脱に成功した。
その後、海賊をしつつヤッハバッハに抵抗するレジスタンスとして活動、賞金稼ぎのバランガに苦戦しつつもユーリと接触、チェルシーの情報を教えた。
その後ヤッハバッハの哨戒網を潜り抜けて大マゼランへ移動、ユーリにヤッハバッハの情報を与えた。
ルートによってはロエンローグのかわりにオーバーロードとの戦いに参戦する。
ガティ・ハド
男性、37〜47歳。
サマラに従う海賊で艦の副長。自身も海賊として一流の腕を持ち、特に操艦技術は抜群。
ユーリが大マゼランに去った後はサマラに従ってヤッハバッハへの抵抗を続けていたが、賞金稼ぎのバランガに捕らえられており、ユーリによって助けられる。
家事の苦手なサマラにかわって艦の厨房を仕切っており、そのためか生活能力が非常に高い。
設定資料集によると、サマラの部下になる前はセグェン・グラスチで働いていた（パタム・パルと同僚）らしい。
バルフォス
声 - 立木文彦
男性、45歳。
エルメッツァで活動する「スカーバレル海賊団」の幹部で、ラッツィオ宙域を中心に活動する。
基地司令のテラー・ムンスと通じており、軍の情報は筒抜けだった。しかしユーリの存在は予想外で、思わぬ敗北を喫する。エルメッツァ中央宙域に逃亡ののち幹部アルゴンと合流、盤石の態勢でユーリを迎え撃つが再び敗北、その後の拠点内部での白兵戦でついに討たれる。
ユーリが生まれて初めて「その手で直接殺した人間」となった。
アルゴン・ナバラタスカ
男性、76歳。
エルメッツァで活動する「スカーバレル海賊団」の幹部で、人工惑星ファズ・マティを拠点にエルメッツァ中央宙域を中心に活動する。
残虐な手法を好んで用いるベテラン海賊。ゼラーナ級駆逐艦の武装強化型であるガラーナ級駆逐艦を開発したり、細工した爆弾を製作するなど機械技術にも通じている。
謀略でユーリに重傷を負わせたが、直後チェルシーによってブラスターで頭を吹き飛ばされ死亡。
グアッシュ
男性。カルバライヤで活動する「グアッシュ海賊団」の長、実質名前のみの登場。ユーリがカルバライヤを訪問する1年前に捕らえられ、ドエスバン所長に殺される。
小マゼランでは名の知れた強豪の海賊で、孤高の海賊サマラと確執があったらしい。
ダタラッチ
男性、33〜43歳。
グアッシュ海賊団の幹部で「そこそこの地位」にいる。ザクロウの情報を得るためにユーリに生け捕りにされ、その後宙域保安局に引き渡される。
選択肢によってはさらにその後、艦長としての能力を買われ司法取引で釈放、アーヴェスト戦役では傭兵艦の艦長として参戦、武運つたなく艦を撃沈される。
同じく選択肢によってはヤッハバッハによる小マゼラン制圧後はチェルシーらとレジスタンス活動をしており、大マゼランから偵察にやって来たユーリに合流する。
偉ぶった口調で高圧的に接してくるが、子供染みた負けん気さを持つなどどこか憎めない性格。また、「宇宙の戦いはあくまで宇宙で決着するべし」という信念をもっており、地上の人々を戦いに巻き込むことを嫌悪する、誇り高き人物。
ユディーン・ベトリオ
男性、28〜38歳。
グアッシュ海賊団の構成員だったが、ユーリが海賊団を壊滅させたため廃業、傭兵となる。アーヴェスト戦役ではネージリンスに加担、輸送船団攻撃の任務を受けるも失敗し乗艦は大破。救助してくれたユーリのもとで働くこととなった。
速度と機動力に富む艦艇を好み、自身が乗る艦もエンジンを中心に改造していた。
シルグファーン・オッド
男性、58歳。
小マゼランで名を馳せる海賊で上位ランカーでもある。美しい金髪で、胸元が隠れるほど豊かなヒゲも同じ色。息子夫婦がカルバライヤに住んでいたが、フレイスール事件によって死亡しており、敵討ちの意味も含めてアーヴェスト戦役ではカルバライヤに味方した。
かつては不必要な殺しを好まず輸送船の積荷だけを奪っていたが、子供が殺されてからは戦闘スタイルが残酷なものに変わってしまい、降伏の意志を示したネージリンス軍艦を完全破壊し、乗員を皆殺しにしている。さらにはモアの衛星落としを阻もうとするユーリに立ちはだかり、ネージリンスの非を唱えた。
愛する者を失った悲しみとそれを奪った者たち（ネージリンス）への憎しみに捕らわれており、常軌を逸した戦いの末にユーリに討たれた。
ゲパルト・ザッカマン
男性、44歳。
「宇宙一残酷」と称される「ナチュラル・ボーン・キラーズ」海賊団の団長で牛の頭蓋骨を模した戦艦「ズィガーコ」を駆る。その能力は大マゼラン随一で、ヴァランタインと互角とも言われる。戦闘能力だけでなく駆け引きにも長けるなど、十分すぎるほどの脅威と言える存在。
ロッコツ
男性、33歳。
「ナチュラル・ボーン・キラーズ」のサブリーダー、細面で禿頭。発言時に骨に関する単語を混ぜるクセがある。
ズィガーコの艦載機管制を担当しており、艦載機への指示は恐ろしいほど的確。また、戦利品の売買も担当しており、ソロヴァンのスキルをもつ。

### ギルドメンバー・バダック構成員
ププロネン
男性、38〜48歳。
歴戦の傭兵部隊「トランプ隊」のリーダー。腕っぷしより頭で手下をまとめるタイプで、レーダーの扱いに優れる。
軍人のオムス・ウェルや諜報員のディゴ・ギャッツェとも交戦経験があるなど、様々な戦場を渡り歩き多種多様な任務をこなしてきた豊富な実戦経験から、戦闘技能全般に長けている。
戦闘そのものを楽しんだり、戦場で敵を倒すことに喜びを見出すバトルジャンキーの節があり、その持論や感想を語り出すことがある。
一方で思いは言葉にしてほしいらしく、選択によってはユーリのもとを離れてしまう。
ガザン
女性、35〜45歳。
歴戦の傭兵部隊「トランプ隊」のサブリーダー。艦載機の操縦と白兵戦を得意とする。
隊長のププロネン同様、豊富な実戦経験を持ち、戦闘技能全般に長ける。
男勝りで豪快な性格の姉御肌だが、細やかな気遣いは苦手で、気落ちしている相手に空気の読めない言動をすることがある。
格闘センスは非常に高く、酒場の賭け喧嘩では負けなしと言われていた大男をわずか3発で伸してしまう。
ユマ・ソウン
女性、22〜32歳。
機関士の資格を持つ女性。当初はセグェン・グラスチで働いていたが、セクハラを繰り返す上司を殴り飛ばして退職、納得のいく上司を求めてギルド登録の0Gドッグとなる。
自分を雇ったユーリについては及第ではないものの、先が楽しみな上司として期待しているらしい。
パタム・パル
男性、45〜55歳。
ベテラン機関士で、もとはセグェン・グラスチに勤務していた。しかし、もっと良い艦に乗りたいという願望が募り、ついには退社しギルド登録の0Gドッグになる。
誇り高い人物で、報酬交渉の選択を間違えると機嫌を損ねる。
ホァン・シャウ
男性、25〜35歳。
ハインスペリアのギルドメンバーで、豊かな前髪にジャンパーと軽薄な印象。マゼラニックストリームの過酷な環境に揉まれて培ったという優れた艦載機操縦技量を持つが、抜群というほどではない（エースのスキルをもたない）。かなりの酒飲みで、報酬のほとんどを酒につぎ込んでいるらしい。果ては行動中飲酒禁止の艦内に酒を持ち込もうとしてティータに叱られた。
フー・ルートン
男性、35〜45歳。
ハインスペリアのギルドメンバーで、やや下膨れでいかつい顔つき（アメコミのポパイに似る）にコーンパイプがトレードマーク。砲術に優れ、教えを乞うものにはその技術を教えることもある。
ハパロフ・ランスマン
男性、59歳。
アセドゥニアのギルドメンバーで優れた技量をもつ機関士。技術交流のためにネージリッドを訪れていたネージリンス軍人で、ヴァナージのスターバースト化のために帰れなくなっていた。祖国の情報も得られず苛立っていたところにユーリと出会い、小マゼランの事情を隠さず教えるという条件でユーリの配下となった。
ロドー・ダン・ズーグ
男性、28歳。
アセドゥニアのギルドメンバーで、特筆すべき能力はないがそれなりに役に立つ人材。カルバライヤのガゼオン出身で、青年編の20年前に名うての0Gドッグだった親に連れられて大マゼランへ来る。その後父親が死亡したため、その空間スーツを形見として着用しつつ日銭を稼いでいた。ユーリには同じ小マゼラン出身が縁となって雇われる。
バロウ・バウト
男性、49歳。
バダックPMCに所属している0Gドッグ。銀河連邦特務機関であるENRの経理員を務めていた経歴があり、計算能力は抜群。
ズローギン・ゲイケット
男性、32歳
バダックPMCに所属している0Gドッグ。機関技師として高い技量をもつ。
フーシェ・マリウ
男性、45歳。
バダックPMCに所属している0Gドッグ。対艦砲術のエキスパートだが、それ以外の部署にも一通り長けている。
ポー・フィーレン
男性、62歳。
バダックPMCに所属している0Gドッグ。艦隊の対空戦術に一家言持つ老齢の好々爺。その一方で他者の言葉に容赦ない突っ込みを入れるなど、頼もしくもあり恐ろしくもある人物。バダック会長の腹心という噂もある。
フィル・フレンチ
女性、15歳。
バダックPMCに出入りしていたが、所属しているかは不明な少女。父が有名な0Gドッグで、自身も幼い頃から心構えや技術を教え込まれてきた。父の死を機に独立しようとするが、まだ若いために周囲から相手にされず、武者修行も兼ねてユーリの下で勉強することに。年齢にそぐわぬ艦載機操縦能力を持つが、それでもトップエースであるフェロムには歯が立たず、完膚なきまでに叩きのめされて泣き出すイベントがある。

### フリー
トスカ・ジッタリンダ
声 - 塩山由佳
女性、23歳。髪はウェーブのかかった長い銀髪で、肩や胸元、腹部が大きく露出した服装をしている。
航宙禁止法によって宇宙に出る事を禁じられた人達の脱出を手助けする、「打ち上げ屋」という違法な商売を営んでいる女性。
無理矢理に重武装・高機動に改造した小型巡航艇「デイジー・リップ号」を駆る。
ロウズ自治領の少年ユーリの依頼を受けて彼を星系外へ連れ出し、0Gドッグとして生きるためのイロハを教える。
豪胆かつ面倒見の良い性格で、ユーリとチェルシーを弟妹のように可愛がり、その成長を楽しみにしていた。
正体はかつて別の銀河に存在したリベリアという国家の王女で、近傍の友好国（衛星国）ヘムレオンの王子ライオスの許婚だったが、彼の裏切りに遭い故郷はヤッハバッハ帝国に滅ぼされた。
ヤッハバッハ帝国の小マゼラン銀河侵攻の際、ヤッハバッハ先遣艦隊総司令官となっていたライオスと再会し対決するが、敗れて死亡。彼女の死が、後のユーリの性格に重大な影響を及ぼす。
トーロ・アダ
男性、16〜26歳。短い金髪に赤いバンダナを巻いている。
エルメッツァ連邦ロウズ自治領で輸送業を営む、柄の悪い小太りの少年。
ユーリの持つエピタフを奪おうと度々襲い掛かかるなどしていたが、ユーリが星系外へ出ようとしている事を知って同行を申し出た。
粗暴だが義理堅く、宇宙へ連れ出してくれたユーリには借りがあると感じて彼をサポートし、後には親友となる。
酒場で働くティータとは幼馴染で、彼女に想いを寄せているがなかなか素直になれないでいる。
ヤッハバッハ帝国の小マゼラン銀河侵攻の際、仲間を守るために戦列を離れ、消息不明に。
青年編ではヤッハバッハに抵抗するレジスタンスとして、ザクロウを拠点に活動していた。
厳しい生活のせいか、肉が落ちて筋肉質ながらスリムな好青年になっている。
後にヤッハバッハ帝国との戦いが激化する中、ティータと結婚。
ルー・スー・ファー
男性、72〜82歳。豊かな髭を蓄えた白髪の老人。
本名はルスファン・アルファロエン。元エルメッツァ中央政府軍参謀本部付の戦略家で、その存在は伝説と化している。
退役後には偽名を名乗って放浪し、フリーの軍師として生活、ユーリの懇願に応じてエルメッツァの内紛を収める策を講じた。
ヤッハバッハの脅威を大マゼランに伝えるために、ユーリとは別のルートで大マゼランに赴くものの、情報隠蔽を図る銀河連邦によって収容所惑星ラーラウスに収監され、ユーリと共に脱出。策を献じつつ転戦するも、老いによる衰えが身体を蝕み、銀河連邦が統一される直前に死亡。
ウォル・ハガーシュ
男性、7〜17歳。髪はボサボサの灰色で、伸ばした前髪で目を隠している。
宇宙を彷徨う難民だったがルーに拾われ、伝説の戦略家ルー・スー・ファーの最後の弟子となった。
人見知りが激しく引っ込み思案な子供ながら、ルーの戦略を理解し作戦の素案を提示できるほど高い素質を備えている。
ルーに従って大マゼランに移動。その後もルーの弟子としてユーリと転戦、人見知りの性格は直らなかったものの、師匠であるルー、および同年代の友達だったフランネの死亡が契機となり、軍師としての才能を開花させた。
バジル・ファマ
男性、36〜46歳。ルンの父。
エルメッツァ連邦に拠点を置く医療慈善団体「メディック」に参加する医師。
「医は仁術」の生きる見本で、小さな医療船に乗って辺境の貧乏惑星や紛争宙域に赴いては無償で医療活動を行っていた。しかしそのような活動では寄付金集めにつながらないため、上層部から疎まれ、船が海賊に襲われたのを機に組織から見限られた。これをきっかけにユーリの仲間となる。
医者としては神憑り的な腕前を持っているが、生活力に乏しくそちらは娘に頼りきりである。
ルン・ファマ
女性、16〜26歳。髪は短い銀髪。眼鏡着用。バジルの娘。
父親のバジルと共に医療慈善団体「メディック」に参加する看護師見習いの少女。
医療の腕前は父親譲りな上、生活全般の面倒をみているため家事能力も高い。拝金体質に変貌したメディックを苦々しく思っており、代用船を送らない本部を見限るよう父に訴えてユーリの仲間になる。
イネス・フィン
男性、15〜25歳。髪は暗い水色で、背格好はユーリに似ている。中性的な顔立ちで、眼鏡着用。
エルメッツァ連邦辺境のゴッゾ星出身で孤児の少年。生活のため、軍の下働きをしている。
苦労しているせいか性格は若干ひねくれているが、頭脳明晰で天才肌。反面、体力には自信がないらしく、力仕事を押し付けられた時には「ボクの仕事じゃない」と愚痴ることもしばしば。
エルメッツァ中央政府軍の密偵ディゴ・ギャッツェに見出され、ユーリ一行に同行する。
女装させられ、海賊に襲われかけるなど、予期せぬ災難に見舞われることもあるが、総じてユーリを気に入っており、エルメッツァの内紛が終結したあともユーリに同行した。
ヤッハバッハ帝国の小マゼラン銀河侵攻の際、「チェルシーを守ってほしい」というユーリの言葉に従って戦線離脱。
チェルシーをかばってヤッハバッハに降伏するが、その公平な統治姿勢を「エルメッツァよりずっといい」と感じ取り積極的にヤッハバッハに協力、ジンギィの信頼を得て人民監督官となる。その無私な姿勢はユーリと再会しても変わることはなかった。
皇帝がユーリに敗北したのち、大マゼランとの講和を示した上申書を提示、ジンギィの進言もあって、その文書が皇帝の心を動かした。
シュベイン・アルセゲイナ
男性、49〜59歳。
小マゼラン銀河を駆け巡る「何でも屋」。派手な服装とは対照的に地味な顔立ち。ヤッハバッハの脅威が小マゼランに近づいていることを感じ取り、トスカに報告。ライオス率いる先遣艦隊が到着した時はユーリと共に戦うが、衆寡敵せず大マゼランに逃亡。
ヤッハバッハの情報を隠蔽したい銀河連邦によってユーリと共に投獄されるが後に脱獄、ユーリをサポートしつつ各地を転戦した。
その正体は、かつて別の銀河に存在したリベリア国の軍属であり、トスカの臣下だった。ヤッハバッハの侵攻に際しては任務で宙域を離れていたために事なきを得た。
ルーベ・ガム・ラウ
女性、24〜34歳。
凄腕機関士。カルバライヤの惑星ジーバ出身。幼い頃に乗っていた船がヴァランタインのグランヘイムに襲われ、その姿を目の当たりにしたことから艦船の魅力に取りつかれる。故障したユーリの艦を応急修理したことが縁でユーリの仲間に。
かなり喧嘩っ早い性格で、男性と間違えたトーロに殴りかかっている（ユーリも勘違いするほど男性的な印象であることも要因だが）。
ウルゴ・ベズン
男性、41〜51歳。
ゼーペンスト領主バハシュールに仕える提督。大変有能であり、戦術眼も確か。先代領主に多大な恩があり、それを現領主に返すという形で職務に精励していた。バハシュールの悪辣ぶりを苦々しく思うものの、先代領主への恩から見捨てることができず、ユーリの艦隊に立ちはだかる形で主星ゼーペンストを守り戦死。選択によっては生き残り、ユーリの仲間となる。
フランネ・ポロロ
女性、18歳。
ロンディバルト連邦モリエン星出身の「カリスマハッカー」と称される少女。明るい性格で青年編のムードメーカー。機械技術にも精通している。
ユーリらと共に銀河連邦の収容惑星ラーラウスに収容されていた。「カリスマハッカー」の肩書きに恥じぬ腕前を披露し、ハッキングによりラーラウスのセキュリティシステムを一時的とはいえ完全に欺くという活躍で、ユーリたちの脱獄を助けた。
ユーリに好意を抱いていたところチェルシーの登場で焦る一方、ウォルの事も放っておけない様子だった。
ゲートラッパ襲撃の際に独断で戦闘中に船外へ出て外殻配線の修理を行っていたところ、飛来した敵艦船の残骸が直撃して死亡。
メッツ・コール
男性、22歳。
ゼオスベルトユニオンの責任者、ドグ・ターペパーの友人で、それなりに有能な0Gドッグ。他者の笑いを取りたがる芸人気質で、肩幅より大きなアフロヘアが特徴。アフロの大きさにはこだわりがあるらしい。
自身の船でネスカージャを巡っていたが故障のため航行不能となり、修理のための資金をユーリに出してもらったことで知己となる。のちに船が修理不能となり、新たな船を作る金を稼ぐためユーリの配下となる。
バランガ
ヤッハバッハに制圧された小マゼラン銀河で活動する賞金稼ぎ。かつてバハシュールがいたゼーペンストを根城としている。小マゼランでも有数の賞金首だったサマラを狙っていた。
その執念深さは蛇よりしつこく、狡猾。エリエロンドに大ダメージを与えガティを捕らえるなど実力も確か。選択によっては小マゼランに偵察に来たユーリによって倒される。
ボルテード・ジネッティ
男性、35歳。
モリガン・コルエステ社の社員で艦載機のテストパイロット。試験航行中に海賊に捕らわれ、モリガン・コルエステ社に対する身代金要求のための人質にされてしまうが、ユーリによって助けられる。それが社長のカンに触ったらしく、ユーリのもとへの出向(という建前の実質解雇)を命じられる。

### その他
ラショウ
男性、49〜59歳。
辺境の惑星ベゼルで酒場を営む中年男性。経営の才能がない上に根性も座っておらず、商売に行き詰まり別れた元妻ロズリンやユーリに資金の無心をする。その後、衣食住の提供と引き換えに半ば強引にユーリたちのクルーとされ、根性を叩き直される。
ロズリン・モーリア
女性、52〜62歳。
地方にある惑星ラッツィオで酒場を経営する、恰幅の良い女性。面倒見もよく、ティータを雇っていた。元夫であるラショウの根性なしぶりには呆れていたが、それでも愛情は完全になくなっておらず、青年編でユーリが小マゼランに偵察に来た際にはよりを戻していた。そのままラショウとともにユーリの仲間となる。
ナージャ・ミユ
女性、26〜36歳。
エルメッツァにあるアルデスタ国立科学研究所に勤務する科学者、専攻はレアメタル。
レアメタル「ベクサノイド」の発見者で、アルデスタに多大な権益をもたらしていた。そのため敵対しているルッキオから恨みを買っており、殺されそうになったこともある。それが縁でユーリの艦に乗り込むことになった。
ラトレ・ファロ
男性、21〜31歳。
エルメッツァ辺境の惑星ボラーレ出身の学生、専攻は宇宙背景放射学。研究のための金がなく、公共の場で観測を行い役人に咎められていたところ、ユーリと出会い仲間になる。
おかっぱ頭で痩せ形、細面。かなり神経質な性格。
ラウド・ゲン・バルス
男性、42〜52歳。
カルバライヤのジゼルマイト鉱山で働く「山の男」で、現場監督も兼ねている。体を動かし額に汗して働くことに価値を見出しており、一生懸命働くユーリらを応援する。のちに鉱物の生産調整により職にあぶれるが、元船乗りということも手伝ってユーリの仲間となる。
デラコンダ・パラコンダ
声 - 茶風林
男性、71歳。禿で小太り。
エルメッツァ連邦ロウズ自治領の領主。航宙禁止法を定めて領民の宇宙進出を禁じ、星に押し込めている。
かつては名うての0Gドッグだったが、ロウズに定住してからは自分の小さな世界に固執する偏狭な男に成り下がった。
たかが少年一人を宇宙へ出さないために年端も行かない少女を人質にとって脅迫するなど、もはやかつての姿は見る影も無い。
外見上のモデルはアニメ監督の富野由悠季だが、「似すぎている」という意見が出て調整された。口調などにはその名残があるとされる。
ミイヤ・サキ
女性、15歳。
スカーバレル海賊団の本拠地に近い惑星、ゴッゾで酒場を経営する父を手伝う少女。歌手になるという夢を持つが、海賊に拉致される。のちにユーリらに救助されるが、選択によっては死亡する。
ジェロウ・ガン
男性、74〜84歳。
カルバライヤ連合の天才科学者で、宇宙にその名を知られたエピタフ研究の第一人者。宇宙の全てを解明するという野望を持ち、探究のためにユーリの船に乗り込む。
ヤッハバッハの小マゼラン来襲の際には科学者達を助けるため戦線離脱、トラッパに捕らえられる。その後、人造エピタフ作成に従事させられるが、偵察にやって来た青年ユーリに助けられ、再び仲間となる。
旺盛な探究心と膨大な知識から生み出される理論は直弟子のアルピナを除き追随を許さず、新たなモジュールの作成からオーバーロードの目的を見抜くことまで多岐にわたる。
後述のヘルプ・ガールを造った張本人。
ライ・デリック・ガルドス
男性、35〜45歳。
カルバライヤの民間科学者で、監獄惑星ザクロウの防衛機構「オールト・インターセプト・システム」の開発者。周囲の目をあまり気にせず、ただ好きな研究ができればいいという性格。そのため、恋人のリアにも連絡せず行方をくらませることが多々あり、見つかるといつも怒鳴られる。
ルートによってはリアに引きずられる形でユーリの仲間となる。
リア・サーチェス
女性、30〜40歳。
船舶オペレーターとして勤務しているライの恋人。彼が連絡もなく消息を絶ったことから彼を探して定期船に乗り込むが、海賊に襲われユーリに拾われ仲間になる。
本来は冷静沈着な性格だったのだが、ライの奔放ぶりに振り回されるうちに（絶叫に近い）説教癖がついてしまい、いなくなったライを発見するたびに怒鳴り散らしている。
物語終盤でライの子を妊娠した模様。
アルピナ・ムーシー
女性、37〜47歳。
ネージリンスのリム・タナー天文台の所長。ジェロウ・ガンの直弟子の一人で、国境を越えて交流を持つ。
ジェロウには及ばないものの彼の議論についていける数少ない頭脳と、たおやかな美しさを持つ文字通りの才色兼備。それゆえに師のジェロウから「まだ結婚しないのか、なんならいい相手を紹介しよう」と挨拶のように頻繁に言われている。
ヤッハバッハ来襲の際にはジェロウと共に捕らえられ、人造エピタフ作成の補佐に従事させられる。その後ユーリに助けられ、ジェロウとともに仲間になる。
バハシュール
男性、49歳。
（宙域内がエルメッツァとカルバライヤで二分されている）ゼーペンスト自治領の2代目領主。
ゼーペンスト星系を発見した父親は義理人情に厚い優れた0Gドッグだったが、バハシュール自身は海賊を保護して人身売買の上前をはね、買い集めた女を侍らせ遊び惚けている筋金入りのボンクラである。
キャロの解放を交渉にきたカルバライヤ宙域保安局のシーバット・イグ・ノーズ二等宙佐を、口封じも兼ねて遊び半分に殺害するなど暴虐の限りを尽くしたが、ユーリ一行にエピタフ遺跡に追い詰められたところで落石に遭い最期を迎えた。
設定資料集では26歳とするところを誤って49歳にしてしまったと書かれている。
クー・クー
女性、58〜68歳。
マゼラニックストリームを牛耳る長老会議の長。作中トップクラスの守銭奴で、自身の安全に関わることでも他者に便宜を図る時は金を要求する。
ヤッハバッハが侵攻してきた時は大マゼランに逃亡、情報隠蔽を謀る連邦に捕縛されそうになるが、賄賂を使って難を逃れ、アセドゥニアの孫娘のもとに身を寄せる。その孫の資産を勝手に使い、愛想を尽かされた。
グミ・シスターズ
女性の双子、13歳。
ロンディバルト界隈で人気絶頂のアイドルユニット。
ツインテールの活発な姉パミパと、ポニーテールでおとなしい妹パプリの二人組。
電波ソングとレオタード風衣装の可愛らしさで絶大な人気を得ており、関連グッズの売り上げも好調。
一方、そのグッズを買い漁る大人を「ダメな大人」と看破しつつも、自分達が「ダメな大人」に支えられていることも理解している。
ロンディバルトに逆らえない事務所によって前線の兵士への慰問に送られるが、送迎の船が撃沈され慰問先で立ち往生。ユーリにメリルガルドへ送ってもらったことが縁でユーリの船に居つくこととなる。
ドエスバン・ゲス
男性、46歳。
カルバライヤの監獄惑星ザクロウの収容所長。収監されたグアッシュを殺して彼になりすまし、海賊団の勢力を強めた。ユーリによって捕縛される。
ドエムバン・ゲス
男性、42歳。
銀河連邦の収容惑星ラーラウスの収容所長。
小マゼランの収容惑星ザクロウの所長だったドエスバンの弟で、普通に年の差の離れた兄弟なのだが、服の色が違う以外は全く同じ外見である。
兄を倒したユーリのことを怨んでおり、意趣返しとして事ある毎にリンチを加えていた。
ユーリたちが脱獄を企んでいることには感付いていたが、ラーラウスを覆うプラズマ雷雲がある限り絶対に脱出は不可能だったため、ドドゥンゴを監視に付けた程度で本格的な対策はしておらず、本気だとは思っていなかった。
ドグ・ターペパー
男性、37歳。
ゼオスベルトにある0Gドッグ互助組織「ゼオスベルトユニオン」の代表。収容所惑星を脱出したユーリに種々の便宜を図った。
名前は炭酸飲料「ドクターペッパー」から。
彼を含め、ゼオスベルト出身者は巨大なアフロヘアの持ち主が多い。
メロイ・エロウ
女性、28歳。
108人いると称されるクー・クーの孫の一人。アセドゥニアで衣服店を経営していて、ユーリの空間服を仕立てたのが縁で逃亡中のクー・クーを紹介した。
のちにクー・クーに財産を勝手に使われ激怒、祖母をおいてユーリのもとに馳せ参じた。
名前は炭酸飲料「メローイエロー」から。
ゲーム中には一部メロイ・「メ」ロウという誤記が混じっている。
アンヌ・ジャン・エーヴァ
女性、37歳。
アイルラーゼンのゼペリンで活動している医師。ユーリが感染病の治療に必要な薬草の採取を頼まれたことが縁で仲間になる。
腕は確かだが堅苦しいところがあり、各地で出会う「かつて治療した人たち」から恐れられている。
ピノー・ルスティック
男性、29歳。
大マゼランで名の通ったアートゥーン・アーティスト。偶然からユーリに依頼をしたことが縁で仲間となる。アートの追求の一環として輸送船で働いたことがあるらしく、操舵の腕前に自身ありと称するが実際に得意とするのはレーダー管制。
作中の描写によると、アートゥーンとは漫画のようなもので、彼を仲間にすることでユーリをモデルとした「ギャラクティック・ユーリー」の連載がスタート（名前のみの登場。選択によってはアニメ化もある）してしまい、本人のあずかり知らぬところで名声値が上がってしまう。
ヘルプG
空間通信管理局の施設内に設置されている、案内ロボ。設定資料集によると年齢は99歳。人格は老人男性のものになっている。
ゲームシステム上のヘルプメニューはこのロボを介して見る事が出来るが、30回見ると寿命を迎え故障する。
ヘルプ・ガール
故障したヘルプGをジェロウ博士が修理して造り上げた脅威の少女型戦闘ロボ。
格闘・医療・整備に関しては飛び抜けて高い能力を持つが、その他の分野では最低レベルの能力しかない。
悪乗りしたデザインから生まれたキャラクターで、機動戦士ガンダムのズゴックをイメージした手は三本のアイアンネイルになっている。
人格はヘルプGのままなので、「わし」「〜じゃ」などと爺言葉で話す。
フラム・アテ
女性、23歳。
アッドゥーラ国内にありながらアッドゥーラの教義に反抗する地下放送局「自由の翼」のキャスター。シッダータ枢機卿が用いる「ジン」に関する秘密をつかみ、ユーリに提供する。選択によってはユーリの仲間となる。
ギャン・ボルドバ・バダック
男性、55歳。
アイルラーゼンに本拠を持つ民間軍事会社「バダックPMC」の会長。海賊に襲われていたところをユーリに助けられたことが縁となってバダックの利用を許した。計算高い人物ではあるが、情の仁義を通す律義さもある。
モリガン・コルエステ
男性、52〜62歳。
ネージリッドを本拠とする造船会社「モリガン・コルエステ」の社長。技術畑出身ではなく経営者としても特別優れているわけではないが、自社の発展のためには貪欲に情報や技術を収集しようとする。
ドドゥンゴ
男性、29歳。
監獄惑星ラーラウスに収監されている囚人で、筋骨隆々とした大男。東囚人獄舎のリーダーで、西囚人獄舎のリーダーであるユーリと激しく対立していたが、東西獄舎の優劣を決める代表戦を兼ねたユーリとの賭け喧嘩で30連敗するなど、形勢は圧倒的に不利だった。
所長と裏でつながっており、所内での待遇に便宜を図ってもらう代わりにシンパとして働き、ユーリを監視する任も負っていた。ユーリたちが逃亡を図った際には武器を与えられ、手下の東獄舎の囚人たちを率いてユーリを殺そうと立ち塞がるも、返り討ちに遭い死亡。
設定資料集によると、元プロボクサーで腕っぷしには自信があったとされている（しかし格闘技能は一般人なみに低い）。
ドルド・ウルグス
男性、46歳。
ザバス・ザンブルグが遁走した後のオズロッソ財団のCOO（最高執行責任者）に就任した人物。特に有能というわけではないが、信用を失い傾きかけた財団を守るために奔走した。それでいてCOOという地位には固執しており、ザバスの遺児ジルバが眼前に現れた時には必死になって権勢奪回に意欲がないことを確認していた。

## 主なスタッフ
以下の情報は公式サイト（国内版、海外版）、開発者インタビュー、開発者コラム、プロモーションDVDに基づく。
- プロデューサー：稲葉敦志
- ディレクター・シナリオライター：河野一二三
- キャラクターデザイナー：竹安佐和記、岩元辰郎（一部キャラ）
- 戦艦デザイナー：大久保淳二、宮武一貴、寺岡賢司、鷲尾直広、新貝田鉄也郎, 時代みつる, 村田護郎, 山口恭史
- プランナー・プロットライター：貫田将文
- コンポーザー：高田雅史、天野正道
- 主題歌：西村知恵子
- アニメーション制作：GONZO、Production I.G
- アニメーション監督：ソエジマヤスフミ
- アニメーションキャラクターデザイナー：追崎史敏
- タイトルロゴデザイン：ワズ・ワークス
- 制作協力：スタジオぬえ

出典：公式サイト（国内版、海外版）、開発者インタビュー、開発者コラム、プロモーションDVD。

## 関連商品

### 書籍
- 攻略本
  - 無限航路パーフェクトガイドブック
- 設定資料集
  - 無限航路 設定資料集

### サウンドトラック
- 無限航路　オリジナルサウンドトラック（2009年7月29日発売）